# Brühl (Rheinland)

Grenzen der Brühler Stadtteile

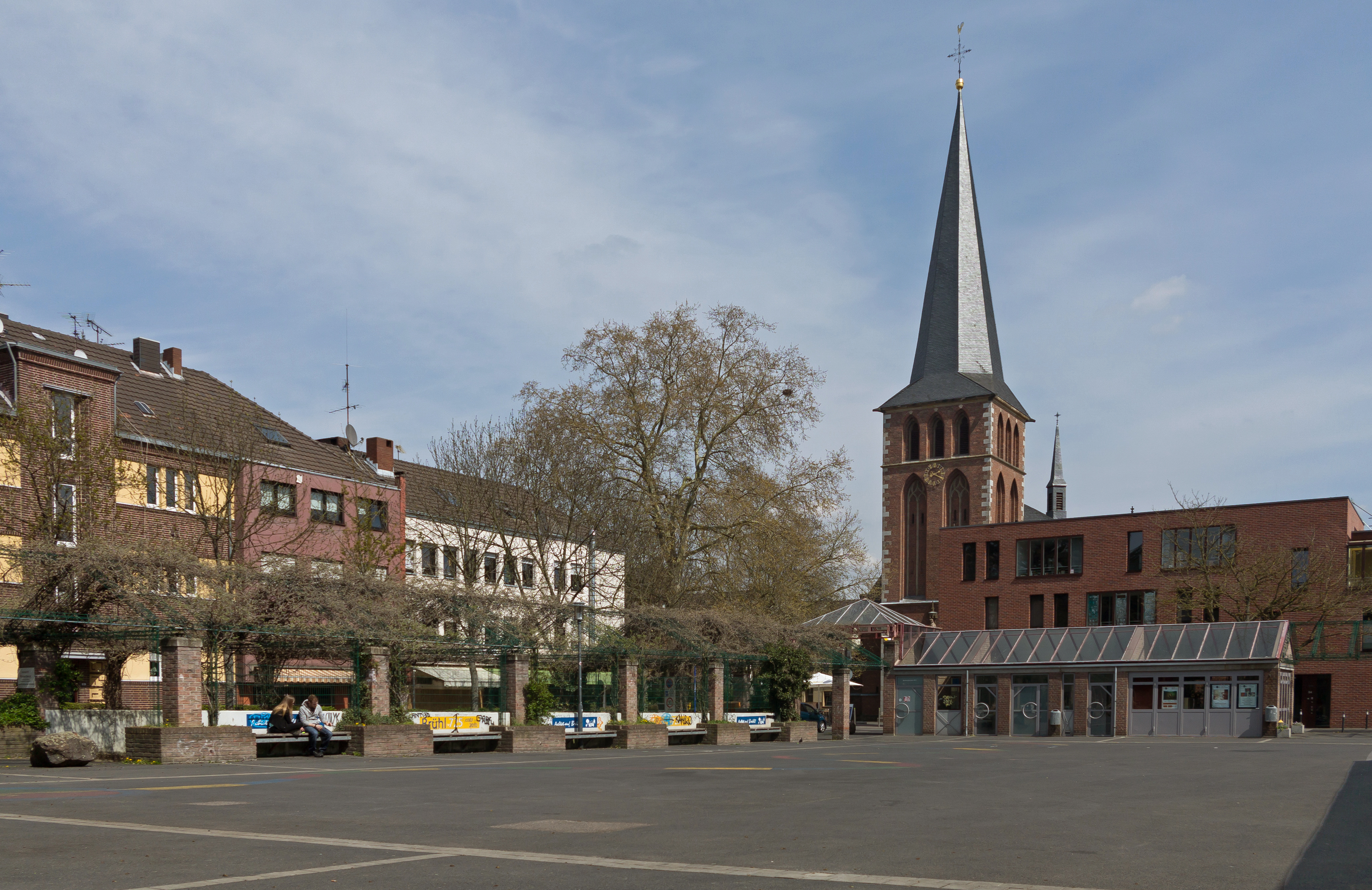
Pfarrkirche Sankt Margareta

Brühl ist eine mittelgroße Stadt im Rhein-Erft-Kreis in Nordrhein-Westfalen. Sie liegt im geografischen Mittelpunkt des Regierungsbezirkes Köln und ist Teil der Metropolregion Rhein-Ruhr. Mit den zum UNESCO-Weltkulturerbe gehörenden Schlössern Augustusburg und Falkenlust, dem Wasserschloss Schallenburg, der Villeseenlandschaft innerhalb des Kottenforsts sowie dem Freizeitpark Phantasialand zählt sie zu den wichtigsten touristischen Zielen im Rheinland. Durch ihre zahlreichen Hochschulen, Museen, Kunstgalerien, Kommunalbehörden und produzierenden Unternehmen stellt die ehemals kurfürstliche Residenz darüber hinaus ein wichtiges regionales Zentrum zwischen Köln und Bonn dar.

## Stadtteile

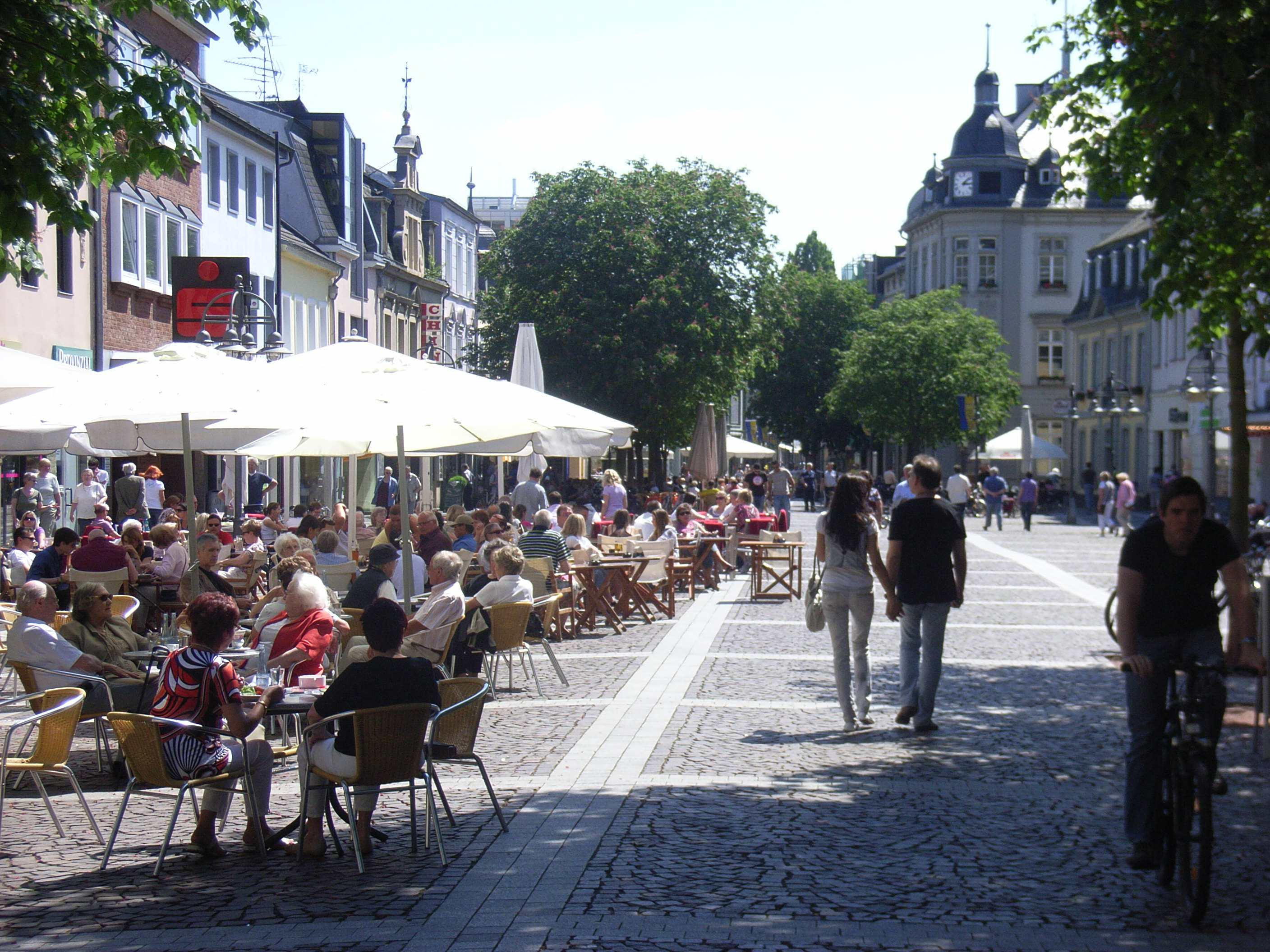
Marktplatz in der Innenstadt

Die Innenstadt (auf Brühler Wegweisern als Centrum ausgewiesen) entspricht größtenteils dem gleichnamigen Kernort, der in Brühl-Mitte, Brühl-Nord, Brühl-Ost, Brühl-Süd und Brühl-West unterteilt ist. Erhalten hat sich nach Ende des Brühler Bergbaus die westlich gelegene Siedlung Roddergrube. Zum südlich gelegenen Stadtteil Badorf gehören zudem die beiden Ortschaften Eckdorf und Geildorf. Die ursprünglichen Ortschaften oder Siedlungen Bohle, Daberg, Gabjei, Palmersdorf, Schnorrenberg, Vendel und Winterburg haben ihre Bedeutung verloren und sind allenfalls nur noch anhand von Straßennamen erkennbar oder im lokalen Volksmund bekannt. Insgesamt besteht Brühl aus sieben für die statistische Normierung zusammengefassten Stadtteilen:
| Stadtteil  | Einwohner (2021) |
| ---------- | ---------------- |
| Innenstadt | 22.990           |
| Badorf     | 6.301            |
| Heide      | 1.404            |
| Kierberg   | 4.227            |
| Pingsdorf  | 4.810            |
| Schwadorf  | 1.666            |
| Vochem     | 4.762            |
| Gesamt     | 46.160           |

## Geographie

### Geographische Lage
Brühl liegt in der Kölner Bucht, genauer auf der Brühler Lössplatte – einer lössbedeckten Mittelterrassenplatte zwischen dem Nordwesten Bonns und dem Norden Hürths –, zu Füßen des Vorgebirges und damit am Rand der Ville, die zum Naturpark Rheinland gehört. Die nächstgelegenen Großstädte sind Köln und Bonn. Köln grenzt mit dem Stadtteil Meschenich im Brühler Nordosten an, während im Süden zwischen Brühl und Bonn die Stadt Bornheim liegt. Von Norden im Uhrzeigersinn gesehen grenzen an Brühl: Hürth, Köln, Wesseling, Bornheim, Weilerswist und Erftstadt. Das Stadtgebiet liegt etwa auf 65 m ü. NHN; der höchste Geländepunkt befindet sich mit 154,8 m ü. NHN in der Ville südlich des Birkhofes, der niedrigste mit 56 m ü. NHN am Austritt des Palmersdorfer Bachs auf das Wesselinger Stadtgebiet. Der auf einer Anhöhe südwestlich des Brühler Stadtzentrums auf gut 125 m ü. NHN gelegene Wasserturm Gabjeiturm erreicht eine Höhe von 174,3 m ü. NHN. Von Westen nach Osten existiert so ein natürliches Gefälle, dem die drei auf dem Stadtgebiet liegenden Bäche folgen: der Mühlen-, Donner- und Pingsdorfer Bach. Sie vereinigen sich östlich des Stadtzentrums in den Schlossteichen und speisen den Palmersdorfer Bach. Dieser ist im Jahr 2023 teilweise verrohrt und entwässert bei Wesseling in den Rhein. Im Süden des Stadtgebietes befindet sich weiterhin der Dickopsbach, der vom Holzbach, Mühlenbach und einem weiteren, unbenannten Zufluss gespeist wird und westlich von Wesseling ebenfalls in den Rhein mündet. Gänzlich verrohrt ist der Ippenbach, der an der Kempishofstraße aus dem Mühlenbach abgeleitet wird und die Stadt durchfließt.

### Klima und Boden
In Brühl herrscht das milde Klima der Kölner Bucht. Diese liegt in der Übergangszone vom gemäßigten Seeklima zum Kontinentalklima mit milden Wintern (Januarmittel um 2 bis 3 °C) und mäßig warmen Sommern (Julimittel um 18 bis 19 °C). Das gesamte Stadtgebiet liegt durch den Schutz der Eifelbarriere im Lee der Westwinde und ist damit klimatisch begünstigt. Gelegentlich können sich auch Föhnwetterlagen entwickeln. Für die vergleichsweise geringen Niederschläge von 681 Millimetern im Jahr ist hauptsächlich Steigungsregen verantwortlich. Neben dem Klima begünstigte insbesondere der tiefgründige Lössboden die Entstehung großer Obst- und Gemüseanbauflächen um Brühl herum.

## Geschichte

### Prähistorische Spuren
Innerhalb des heutigen Stadtgebietes lebten vermutlich schon in der Jungsteinzeit Menschen. Funde von Pfostengruben und Wandgräben auf Höhe der Bonnstraße 200 sowie Gruben mit Siedlungsabfällen und Wasserschöpfgruben, die Ähnlichkeiten mit dem bandkeramischen Siedlungsplatz in Arnoldsweiler aufweisen, zeugen davon. Westlich und südwestlich des Stadtkerns konnten bei archäologischen Ausgrabungen etwa 80 Hügelgräber sichergestellt werden, die sich auf einer Länge von 4,5 km in Nord-Süd-Richtung erstreckten. Östlich des Bahnhofs Brühl zwischen der Rheinstraße und dem Schlosspark wurde eine Siedlung mit Bandkeramik gefunden.
Drei Kreisgräber in der Nähe des Jungzeitlichen Siedlungsplatzes sowie ein in Scherben zerfallenes Gefäß weisen auf Besiedlung in der Bronzezeit hin. Des Weiteren deuten Pfostengruben für Gebäuden mit sechs oder acht Pfosten an der vorgenannten Stelle sowie Keramikscherben auf eine Besiedlung in der Eisenzeit hin.

### Römische Spuren in Brühl

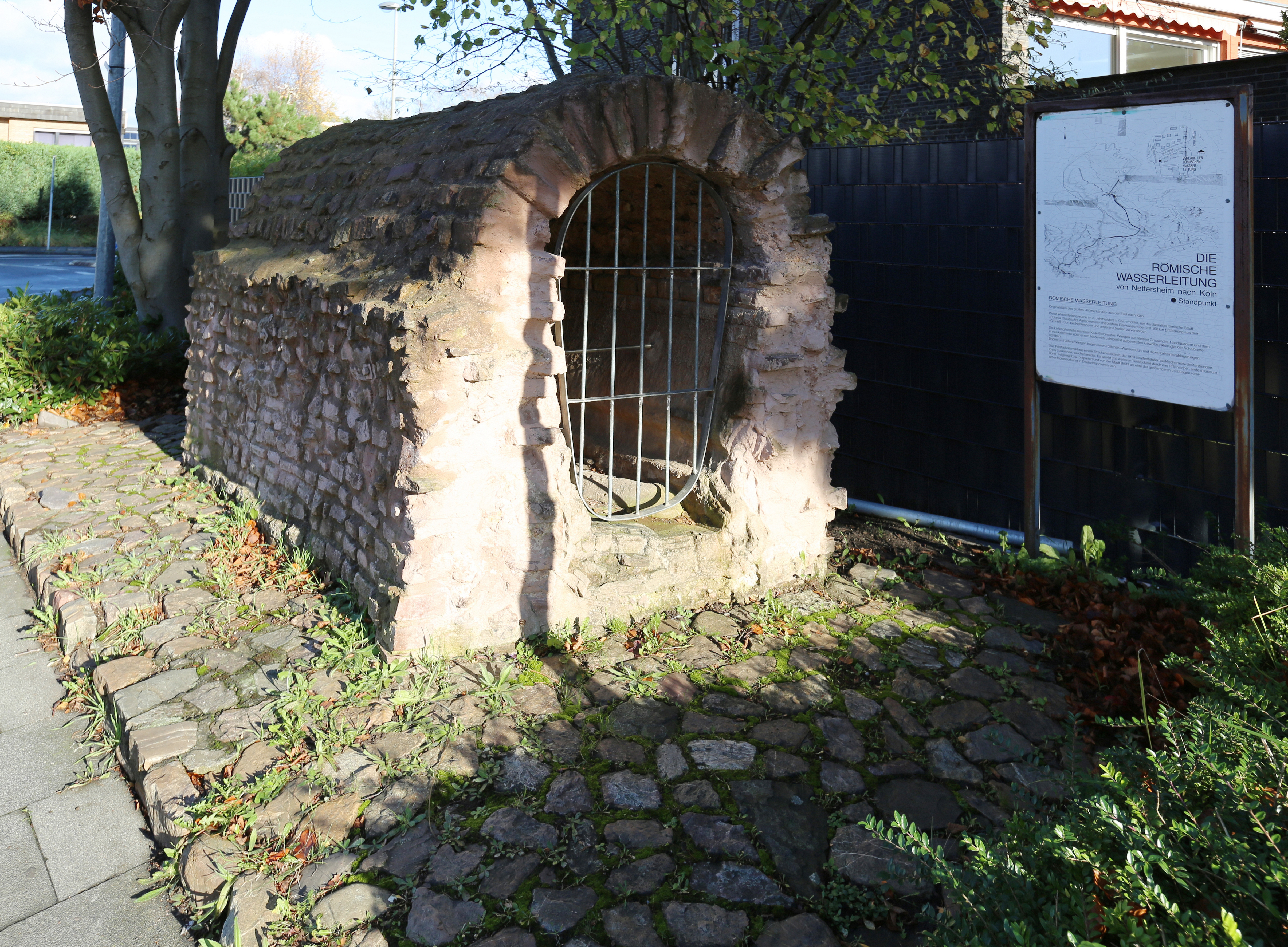
Das mangels eigener Relikte der Wasserleitung aus Breitenbenden erworbene Teilstück hat eine Länge von etwa 2,5 Metern.

Durch das heutige Stadtgebiet führten im Altertum römische Staatsstraßen. Diese verbanden die in die Mitte des 1. Jahrhunderts datierten ersten Gutshöfe der Römer in Brühl mit dem nahen Colonia und dem ebenfalls nicht weit entfernten Bonna. Hinzu kam etwas später der Bau der Eifelwasserleitung, eines römischen Aquädukts zur Versorgung  der Stadt Köln mit Trinkwasser. Die unweit vorbeiführende Fernstraße von Köln nach Trier und die heutige Bonnstraße waren Römerstraßen. Beigaben aus römischen Gräbern und andere Artefakte sowie im Stadtgebiet ausgegrabene antike Relikte werden im Rheinischen Landesmuseum in Bonn aufbewahrt. Eine Besiedlung der Brühler Region in römischer Zeit ist daher unumstritten, zumal auch in den Ortsteilen Kierberg, Heide, Badorf und Pingsdorf zum Teil ausgedehnte römische Siedlungsstellen nachgewiesen werden konnten.
Die Trasse des Römerkanals verlief etwa ab dem heutigen und zum benachbarten Bornheim gehörenden Stadtteil Waldorf mit wenig Gefälle in der Ebene des Villerückens und dann durch den Stadtteil Walberberg über den Osthang des Vorgebirges durch das heutige Stadtgebiet Brühls. Entlang der Strecke sind keine Spuren der originären römischen Eifelwasserleitung mehr erhalten geblieben. Im Brühler Stadtteil Badorf sollen am ehemaligen Steinweg, dem Vorläufer der späteren Köln-Bonner Straße, neben römischen Mauerresten auch gut erhaltene Teile der Eifelwasserleitung aufgedeckt worden sein, deren Verbleib jedoch unbekannt ist.
In der Brühler Innenstadt selbst finden sich keine Spuren aus der Römerzeit, da das Gebiet zwischen der heutigen Bahntrasse im Osten und der Römerstraße im Westen ursprünglich eine unwirtliche Wald- und Sumpflandschaft war. Vermutlich nutzten jedoch Landwirte aus der Umgebung das Areal für die Tierzucht und umzäunten es nach und nach zu einem Pferch, dem sogenannten Brogilo. Aus diesem galloromanischen Begriff wurde im Laufe der Zeit der Ortsname Brolium, der sich über Broil und Brule schließlich zu Brühl entwickelte.
Die Brühler Wohnsiedlung Römerhof hat keinen Bezug zu einem vormaligen römischen Vicus, wie es bei dem Römerhof Brenig der Fall ist. Das im Westen der Brühler Innenstadt entstandene städtische Bauprojekt der 1920er Jahre erinnert nur an das ehemals unterhalb der Siedlung verlaufende Bauwerk der Eifelleitung. Ebenso ist die der Stadt vorgelagerte, nach Süden führende Köln-Bonner Landstraße (sie gilt als Alte Heer- und Römerstraße) in Brühl offiziell die Römerstraße. In den 1950er Jahren entstand an der Römerstraße ein weiteres Wohnviertel. Es liegt kurz vor der Straße nach Pingsdorf, und die in sie führende Straße erhielt den Namen „Am Römerkanal“. Da die Stadt über kein eigenes Ausstellungsstück der antiken Wasserleitung verfügte, erwarb sie ein 1979 in Breitenbenden freigelegtes Teilstück des Römerkanals und stellte es in der neuen Siedlung am Straßenrand auf. Relikte des Römerkanals sind bisher jedoch nicht aufgefunden worden, da die gemauerte Leitung vielfach als sonst in der Nähe nicht verfügbares Mauerwerk ausgebrochen und wiederverwendet wurde, so zum Beispiel in den Grundmauern des Schlosses.
In der Römerstraße in Vochem wurden 1959 zwei nebeneinanderliegende Särge freigelegt. Die Sarkophage, darunter ein Bleisarg, konnten durch den Archäologen Waldemar Haberey in das späte 3. Jahrhundert datiert werden. Der Steinsarg bestand aus wiederverwendeten Teilen, die ursprünglich als Basis einer Statue des späteren Kaisers Pertinax gedient hatten. Später, im Mai 1972 wurden bei Baumaßnahmen an der Turnhalle in der Sankt-Albert-Straße ein Teil eines römischen Gräberfeldes freigelegt. In der Sankt-Albert-Straße fanden sich sechs Bestattungen mit Beigaben des späten 3. und der ersten Hälfte des 4. Jahrhunderts. Brandgrab 3 befindet sich in einer Aschenkiste, ein weiteres Brandgrab (Grab 4) war mit Ziegelplatten umstellt. Von den vier Körperbestattungen ist Grab 5 ein Tuffsteinsarg mit Skelettresten einer Frau, die ein Alter von über 70 Jahren erreicht hat. Grab 1 und vermutlich auch Grab 5 sind Bleisärge, bei Grab 2 handelt es sich um einen Holzsarg.

### Mittelalter

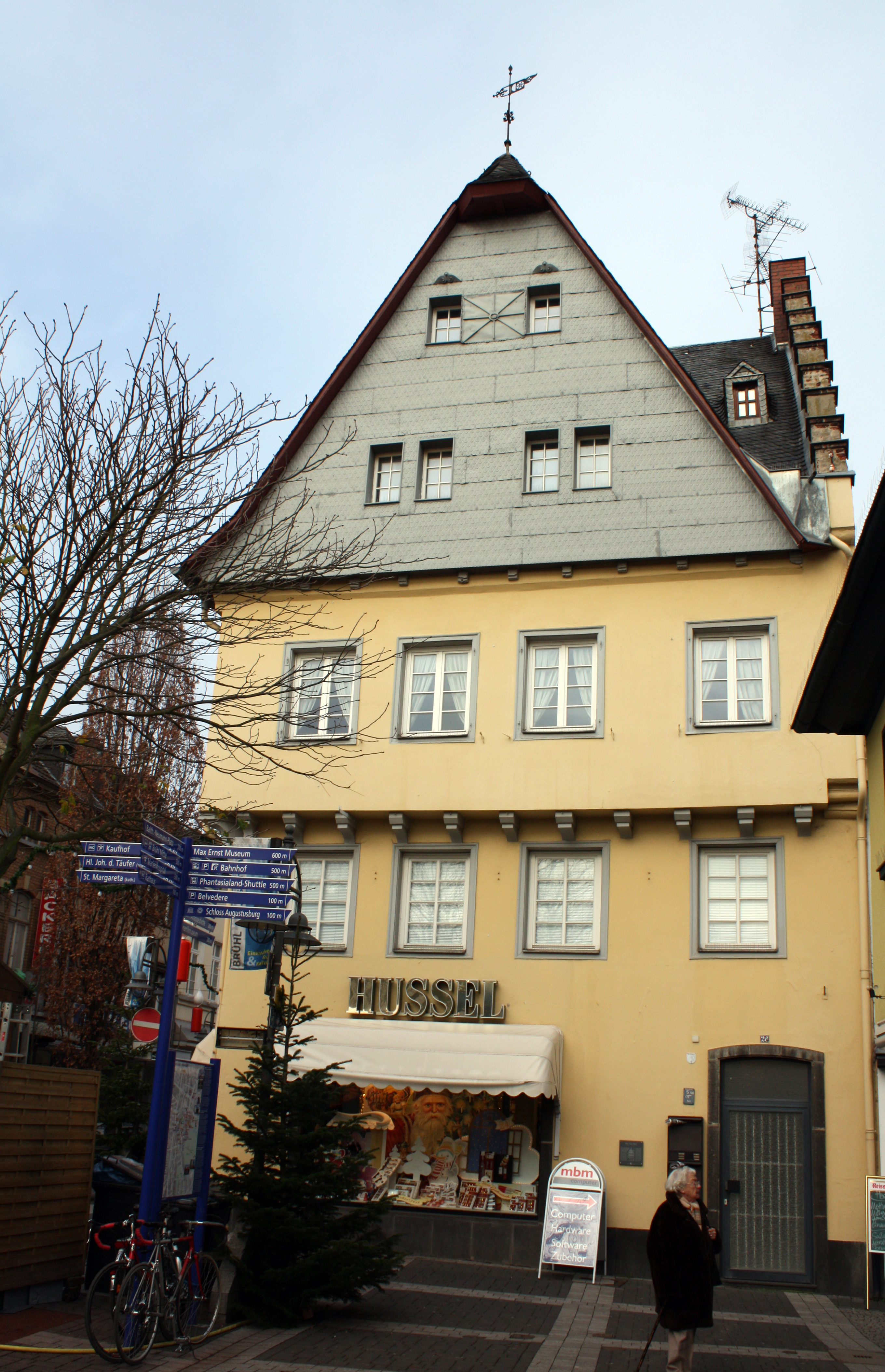
Haus zum Stern am Markt, erbaut zwischen 1530 und 1531

In Vochem fanden Experten 1913 in einem fränkischen Gräberfeld einen Grabstein mit einer christlichen Inschrift, die an ein fränkisches Mädchen mit dem Namen Rignetrudis aus dem 6. Jahrhundert erinnerte. Im Jahr 1937 konnte in südöstlichen Winkel der Rheinstraße und dem zum Palmersdorfer Hof führenden Weges ein fränkisches Plattengrab sichergestellt werden.
Erste urkundliche Erwähnungen von Höfen im heutigen Stadtgebiet gibt es um das Jahr 650. In der Zeit der Karolinger wurde in Badorf und Pingsdorf in großem Umfang Keramik hergestellt: Badorfer und Pingsdorfer Keramikgefäße aus dem frühen Mittelalter gehören zu den bedeutenden rheinischen Kulturgütern, die vom Donauraum bis nach England ausgeführt wurden. Der Palmersdorfer Hof wird in einer Schenkungsurkunde des Kölner Erzbischofs Brun für das Stift Sankt Cäcilien in Köln aus dem Jahr 961 erwähnt.
Der Name Brühl taucht erstmals 1180 auf einer Urkunde auf, als Erzbischof Philipp von Heinsberg zwei der Höfe zum Burghof an der Brule zusammenfasst. Der Name folgt aus einem altdeutschen Wort, das die Lage einer morastigen Wiese oder eines ummauerten Stücks Sumpfwaldes für die Schweinemast eines Fronhofs bezeichnet. Später wandelt sich der Begriff zu einem königlichen oder grundherrlichen eingehegten Wildpark oder einer nassen Wiese, bevor sich der Begriff gänzlich zum Flurnamen wandelt. Innerhalb des in der Kölner Bucht gesprochenen ripuarischen Dialekts wird die Stadt Bröhl genannt.
Da die Kölner Erzbischöfe und Kurfürsten (die Kölner Erzbischöfe waren damals, wie in Mainz und Trier, zugleich Kurfürsten) in dieser Zeit nicht gern in Köln gesehen waren, wurde Brühl ihr bevorzugter Aufenthaltsort und Verwaltungsmittelpunkt der umliegenden Güter des Erzbischofs. Um 1200 entstand auf der Fläche des Schweinepferchs ein Wildpark. Es gehörte zu den erzbischöflichen Tafelgütern Merreche und Pingsdorf, die 1249 zu Gunsten des ersten Hochgerichts Brühl aufgegeben wurden. Es entstand ein siebenköpfiges Gremium unter dem Vorsitz eines landesherrlichen Schultheiß. Diese Konstellation findet sich zu einer späteren Zeit auch im Stadtwappen. Die Bedeutung der Stadt wuchs, als Engelbert II. aus Köln vertrieben wurde und sich zunächst in Bonn, ab 1263 jedoch zunehmend in Brühl aufhielt. 1284 baute der Erzbischof Siegfried von Westerburg gegen die Stadt Köln in Brühl eine Wasserburg, die 1290 vollendet wurde. Er verlieh Brühl am 27. April 1285 schließlich Stadtrechte und übertrug gleichzeitig dem siebenköpfigen Schöffenrat nach Stadtrecht Selbstverwaltung und Rechtsprechung. Die Stadt wurde zu einer der stärksten Landesfestungen von Kurköln ausgebaut und Sitz des Amtmanns des Amtes Brühl. Die Bürger aus Höningen, Weiß, Sürth, Godorf, Immendorf, Hoggendorf, Meschenich, Engdorf, Geildorf, Badorf, Eckdorf und Vochem waren verpflichtet, der Stadt bei kriegerischen Auseinandersetzungen zur Hilfe zu kommen. Im Gegenzug erhielten sie Rechtsschutz. Die Brühler erhielten außerdem das Recht, einen Jahr- und Wochenmarkt abzuhalten. Der Gerichts-, Weide- und Verwaltungsbezirk umfasste Palmersdorf, Pingsdorf, Merrig (Kierberg) und Heide. Im 14. Jahrhundert entstand die Kirche St. Margareta, die sich heute noch bis auf die Erhöhung des Kirchturms im Jahr 1735 und dem 1887 angefügten Querschiff in ihrer ursprünglichen Bauform zeigt. Ab dem 14. Jahrhundert war Brühl für mehr als 150 Jahr im Pfandbesitz unterschiedlicher Gläubiger – eine Situation, die sich erst mit der Erblandesvereinigung beruhigte. Am 24. Mai 1469 erhob Kurfürst Ruprecht von der Pfalz Brühl auch offiziell zur Landeshauptstadt von Kurköln und Wohnort der vier leitenden Prinzipalräte. Die Stadt wurde zunächst mit einem Wall und Graben, später mit einer Mauer befestigt, die einen annähernd rechteckigen Grundriss von rund 525 Meter in nord-südlicher und rund 250 Meter in west-östlicher Richtung aufwies. Die Straßen wiesen eine gitterförmige Struktur mit einer durchgehenden Hauptstraße auf (Köln- bzw. Uhlstraße), die den Marktplatz erschloss. Der Zugang erfolgte durch das Kölntor im Norden sowie das Uhltor im Südwesten. Im Osten befand sich mit dem Burgtor ein Durchbruch zur Burg. Am 14. September 1530 wurde Brühl fast vollständig von einem Brand zerstört. Hermann V. von Wied nutzte die Gelegenheit, um einen Burghof auf dem Gelände eines abgebrannten Hofes zu errichten. Er diente fortan der Versorgung der Burg. Ab 1567 wurde Bonn zum Sitz der kurkölnischen Landesregierung. Der Kurfürst selbst residierte jedoch während der Sommermonate weiterhin in Brühl. Ein Rathaus an der Ecke Uhlstraße/Steinweg erschien erstmals im Jahr 1563.

### 17. und 18. Jahrhundert

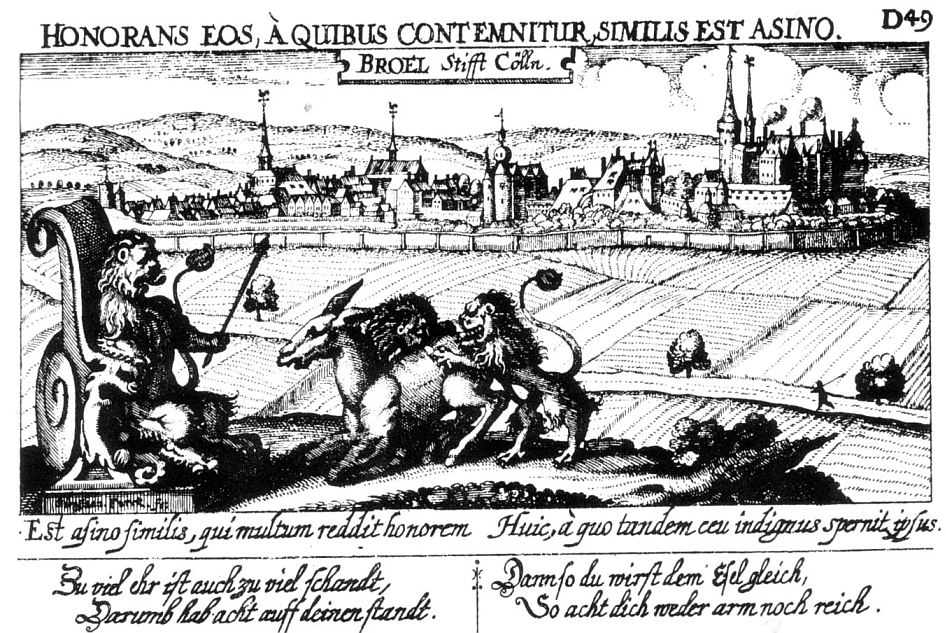
Sebastian Furck: Brühler Stadtansicht mit Burg um 1630

1596 wurden vier Brühler Frauen Opfer von Hexenverfolgungen. Deren Schicksal teilte 1604 die 35 Jahre alte Dienstmagd Anna Schmitz, die in einem „Hexenprozess“ gefoltert und danach verbrannt wurde.
Im Dreißigjährigen Krieg traf sich der Kölner kurfürstliche Erzbischof Ferdinand von Bayern mit Verbündeten der Katholischen Liga auf der Brühler Burg. 1647 plünderten hessische Truppen die Stadt, bevor im folgenden Jahr der Friede von Münster den Krieg beendete. Zwischen 1666 und 1667 wurde Brühl von der Pest heimgesucht. Im folgenden Jahr errichteten die Franziskaner an der Uhlstraße ein erstes Krankenhaus. 1689 wurde Kurköln und damit auch Brühl und sein Schloss in kriegerische Auseinandersetzungen des Heiligen Römischen Reiches mit den Generalstaaten, der Mark Brandenburg, dem Fürstentum Calenberg und dem Hochstift Münster, das mit König Ludwig XIV. von Frankreich verbündet war, hineingezogen. Die als Pfälzischer Erbfolgekrieg begonnene Auseinandersetzung hatte ihre lokale Bedeutung durch Streitigkeiten um die Nachfolge des 1688 verstorbenen Erzbischofs Maximilian Heinrich von Bayern, um die sich Wilhelm Egon von Fürstenberg mit französischer Hilfe bemühte. Die Franzosen hatten sich im kurfürstlichen Schloss verschanzt, das am 21. April 1689 vor der planmäßigen Räumung gesprengt wurde. Im Juni 1689 wurde auch der Pulverturm mit einer münsterschen Batterie zerstört. Die Stadt wurde daraufhin im August übergeben und die Stadtmauern, die im 16. Jahrhundert noch verstärkt worden waren, anschließend durch die Hannoveraner geschleift. Damit war Brühl für die Zukunft keine befestigte Stadt mehr.

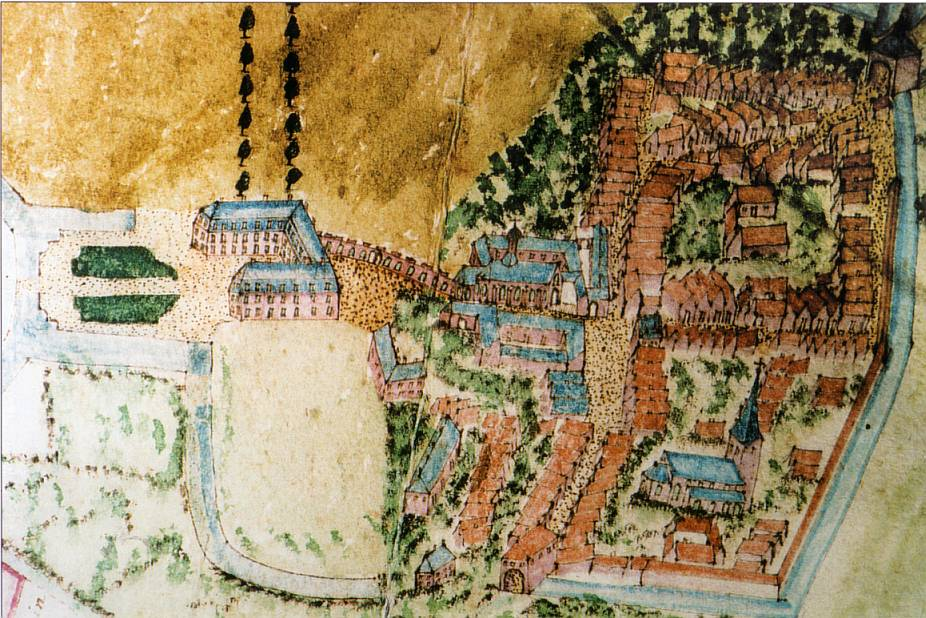
Residenzstadt Brühl, Karte des 17. Jahrhunderts mit Mauern

Der lange Krieg schwächte die Reichsgewalt, ließ aber die deutschen Fürsten weiter erstarken. Diese wollten sich nun nach dem Vorbild der französischen absolutistischen Könige glanzvoll repräsentieren. 1725 legte Kurfürst Clemens August von Bayern den Grundstein für das Schloss Augustusburg am Standort der zerstörten Burg. 1735 wurde auch die Kirche des benachbarten Franziskanerklosters von 1493 im barocken Stil zur Schlosskirche umgestaltet und durch eine Orangerie mit dem Schloss verbunden. Der Burbacher Hof wurde zur Hubertusburg – dem späteren Hotel Belvedere – ausgebaut und diente dem Jagdpersonal als Unterkunft. Eine Statistik aus dem Jahr 1747 führte für Brühl 233 Häuser, 282 Familien und 1179 Katholiken und 36 Juden auf. Hinzu kamen als Außenbürgerschaft weitere 55 Häuser und 57 Familien mit 391 Einwohnern: Brühl war in kurzer Zeit auf 1606 Einwohner angewachsen. Es kam zu einem wirtschaftlichen Aufschwung, der sich auch in den Steuern niederschlug: Waren es im Jahr 1717 lediglich 167 Gulden, konnte der Rat im Jahr 1729 bereits 550 Gulden einnehmen. Das Wegegeld stieg von 19 Gulden im Jahr 1710 auf 73 Gulden im Jahr 1750 und anschließend auf 261 Gulden im Jahr 1770 sowie auf 1041 Gulden im Jahr 1775. 1763 führte die erste große Tournee von Wolfgang Amadeus Mozart, seinem Vater und seiner Schwester durch Brühl, bei diesem Kurzbesuch spielte das damals siebenjährige Wunderkind auf der Orgel der Schlosskirche.
Die im Krieg schwer beschädigte Stadtbefestigung verfiel im Laufe des 18. Jahrhunderts zusehends. Die Mauer am Uhltor wurde 1774 abgerissen, die Tore verschwanden in den Jahren 1825 bis 1828. Einige Reste der Stadtmauer sind in den Kellern der Häuser an der Kempishofstraße erhalten geblieben. Die große Zeit der Kurfürsten und Erzbischöfe in Brühl endete 1794 mit der Flucht des letzten Kölner Kurfürsten Maximilian Franz von Österreich vor den französischen Revolutionstruppen. Die Belagerung begann am 5. Oktober 1794 und führte für die Brühler Bevölkerung auf Grund der Requirierungen zu großer Not. Im Folgejahr kam es zu einer verwaltungsmäßigen Neugliederung, bei der Brühl mit vier Distrikten einen der drei Munizipalitätsbezirke bildete. Das Schloss kam in französischen Staatsbesitz, das Kloster Benden wurde aufgelöst.
Von 1798 bis 1814 gehörte Brühl zum Kanton Brühl im Arrondissement de Cologne des französischen Département de la Roer. 1798 feierten die Brühler im Nachhall der Französischen Revolution ein Freiheitsfest, errichteten einen Freiheitsbaum und verbrannten auf der Schlossterrasse kurfürstliche Insignien. Der Code civil galt fortan auch in Brühl. Am 19. September 1804 empfing die Stadt den Souverän Napoleon Bonaparte frühmorgens zu einem kurzen Besuch.

### 19. Jahrhundert – Industrialisierung

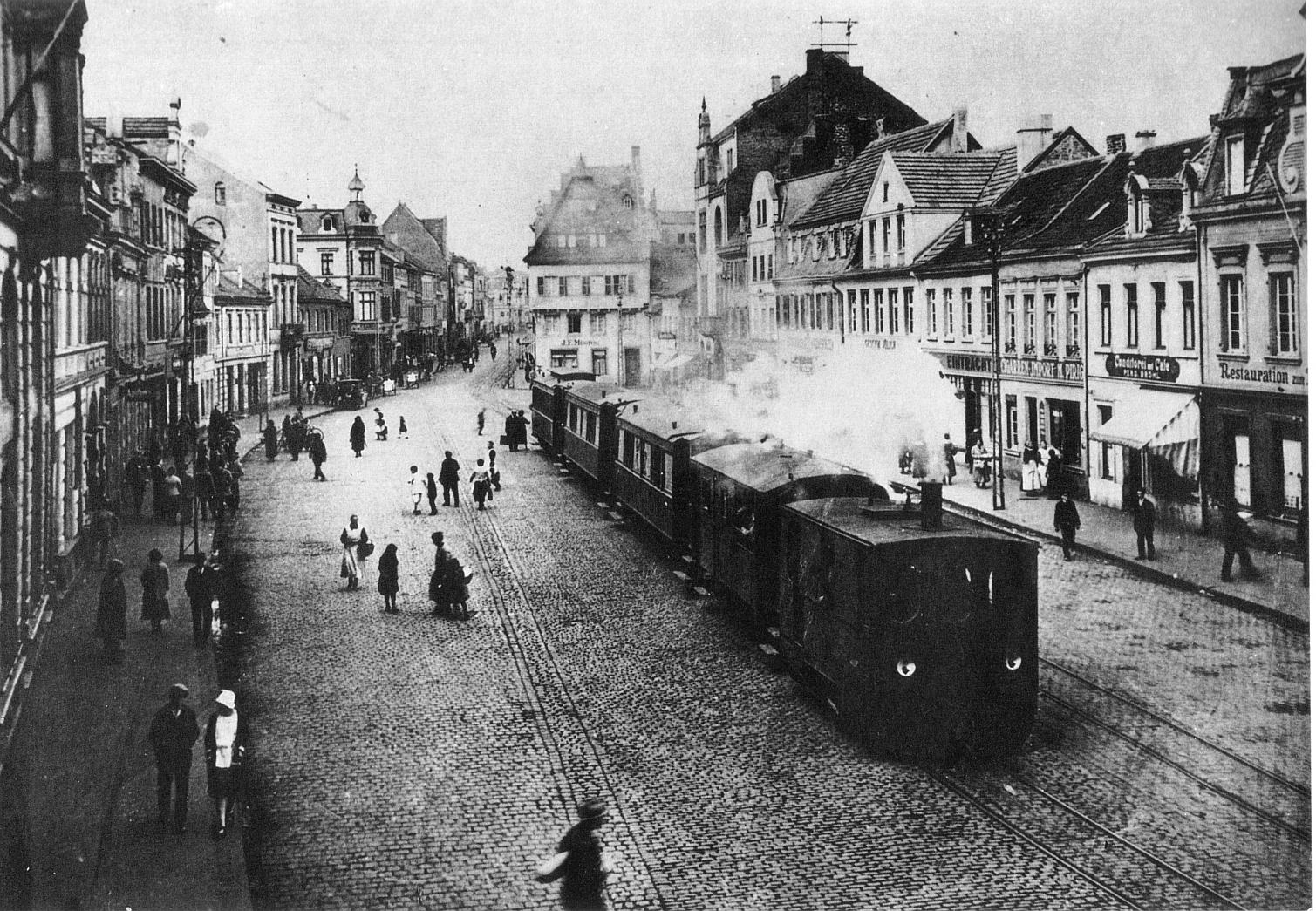
Der „Feurige Elias“ auf dem Brühler Markt um 1900

Nach dem Wiener Kongress 1815 fiel das Rheinland Preußen zu. Die Gemeinden Schwadorf, Badorf, Kierberg, Vochem und Berzdorf wurden zusammen mit der Stadt Brühl zur Bürgermeisterei Brühl zusammengefasst – dennoch war die Stadt durch die Kriegshandlungen völlig verarmt. Eine Statistik aus dem Jahr 1826 führte 260 Häuser mit 711 männlichen und 783 weiblichen Bewohnern auf, darunter viele Tagelöhner. Wenige Jahre später musste der Gemeinderat am 31. Oktober 1830 die Versetzung Brühls von der dritten in die vierte Gewerbesteuerklasse beantragen; Brühl hatte damit ab 17. März 1831 den Status einer Landgemeinde. Im Jahr 1827 entstand der Alte Friedhof, ein Gelände westlich der Mühlenstraße. Zuvor waren die Toten in bzw. in der Nähe von St. Margareta bestattet worden – trotz der Seuchengefahr, die durch die Nähe zum Ippenbach bestand, der als Trinkwasserquelle genutzt worden war. In den folgenden Jahrzehnten wandelte die Industrialisierung das Bild der barocken Residenzstadt und führte zu einem erneuten Aufschwung. Geradezu sinnbildlich passierte am 15. Februar 1844 der erste Eisenbahnzug der neueröffneten Strecke der Bonn-Cölner Eisenbahn quer über die Allee zwischen den beiden Brühler Barockschlössern. Brühl wurde damit zum Ausflugsziel; im gleichen Jahr eröffnete das Hotel Brühler Pavillon als Ausflugs- und Vergnügungsetablissement (heute Max Ernst Museum Brühl des LVR). Nördlich und westlich des Stadtkerns bauten wohlhabende Kölner Industrielle, Kaufleute, aber auch pensionierte Militärangehörige zahlreiche Villen im Stil des Spätklassizismus und der Neorenaissance. Um die Bautätigkeit zu lenken, erließ der Rat ein Ortsstatut entsprechend dem preußischen Fluchtlinienplan, der neuen Straßen im Westen und Norden der Stadt vorsah. Die Baupreise stiegen und führte in Folge zu einer bescheideneren Bauweise. Die Schlösser dienten den preußischen Monarchen als Unterkunft bei ihren Herbstmanövern in der Eifel. Im Jahr 1877 wurde der Kaiserbahnhof Kierberg an der Eifelstrecke Köln–Kalscheuren–Euskirchen fertiggestellt und mit einer Auffahrtsstraße – der Kaiserstraße – an das Schloss angebunden. Im Norden und Osten der Stadt siedelten sich Industriebetriebe an: 1857 die Wagenbaufabrik Kievernagel, 1883 die Brühler Zuckerfabrik, 1888 das Kölner Eisenwerk sowie 1900 das Elektrizitätswerk Berggeist. Von 1873 bis 1890 stieg die Anzahl der Einwohner von 2941 auf rund 4500, die Anzahl der Häuser von 386 auf 600. Brühl hatte jedoch nach wie vor den Status einer Landgemeinde und war ab 1878 auf dem Provinziallandtag der Rheinprovinz im Stande der Städte vertreten. 1876 begann in Brühl die Gewerkschaft Roddergrube als erste im Rheinischen Braunkohlerevier mit der Braunkohleförderung und Brikettfabrikation. Die Tagebauflächen sind mittlerweile längst rekultiviert und dienen als Naherholungsgebiet im Naturpark Rheinland. Seit 1897 verband als weitere Bahnverbindung die Vorgebirgsbahn Brühl zunächst mit Bonn und im folgenden Jahr auch mit dem Kölner Barbarossaplatz. Die von einer Dampflokomotive gezogene Bahn wurde im Volksmund „Feuriger Elias“ genannt. Sie führte ursprünglich mitten durch die Stadt. Am 18. Juli des gleichen Jahres übernachtete Kaiser Wilhelm II. mit seiner Gemahlin Kaiserin Auguste Viktoria im Brühler Schloss.

### 20. Jahrhundert
Im Jahr 1905 stellte der Rat einen Bebauungsplan auf, mit dem insbesondere die Entwicklung im Südwesten der Stadt gefördert werden sollte. Es entstanden in Anlehnung an die barocken Formen des Schlosses unter Josef Blied zahlreiche Verwaltungsbauten und Wohnhäuser. Am 12. April 1910 erhielt die Gemeinde Brühl die rheinische Städteordnung von 1856. Berzdorf, Vochem, Kierberg, Badorf und Schwadorf bildeten seitdem die Bürgermeisterei Brühl-Land (ab 1928 Amt Brühl-Land).

#### Brühl zwischen den Weltkriegen
Brühl lag 1914 im Aufmarschgebiet für den Ersten Weltkrieg und wurde Garnisons- und Lazarettstandort. 1917 wurden 150 Schwerverwundete von der Westfront in Brühl behandelt. Fünf Tage zuvor war als letzter kaiserlicher Besuch Auguste Viktoria nochmals zu Gast in der Stadt.
Am 9. November 1918 beendete die Novemberrevolution den Ersten Weltkrieg und das Kaiserreich. Auf dem Markt wurde vom Balkon des Brühler Rathauses ein Arbeiter- und Soldatenrat ausgerufen. 1922 bis 1924 entstanden Bergarbeitersiedlungen zwischen Liblarer Straße und Donnersbach, darunter auch eine ausgedehnte Bergmannsiedlung mit 177 Wohnungen an der Gabjei im Westen der Stadt. Die soziale Not in den Anfangsjahren der Weimarer Republik führte Anfang 1924 zu einem mehrmonatigen Bergarbeiterstreik. Durch Aussperrung verloren viele ihr Wohnrecht, und die Stadt musste Ersatzwohnraum zum Beispiel auf den Apfelwiesen an der Bergerstraße (genannt „Appela“) bereitstellen. An der Rheinstraße entstand im Jahr 1926 die erste geschlossene Siedlung der Stadt, der Rosenhof mit 24 Einfamilienhäusern, im Folgejahr die Siedlung Römerhof mit 49 Einfamilien-, zwei Zweifamilienhäusern und einem Neunfamilienhaus.
Am 1. Oktober 1932 wurden die vier Gemeinden Badorf, Kierdorf, Schwadorf und Vochem des Amtes Brühl-Land in die Stadt Brühl eingemeindet, während die Gemeinde Berzdorf zum Amt Wesseling kam. Durch die Eingemeindungen vergrößerte sich das Stadtgebiet um das Doppelte auf 36 km²; die Einwohnerzahl stieg von 12.309 Personen im Jahr 1931 auf 23.076 im Jahr 1933.

#### Zeit des Nationalsozialismus

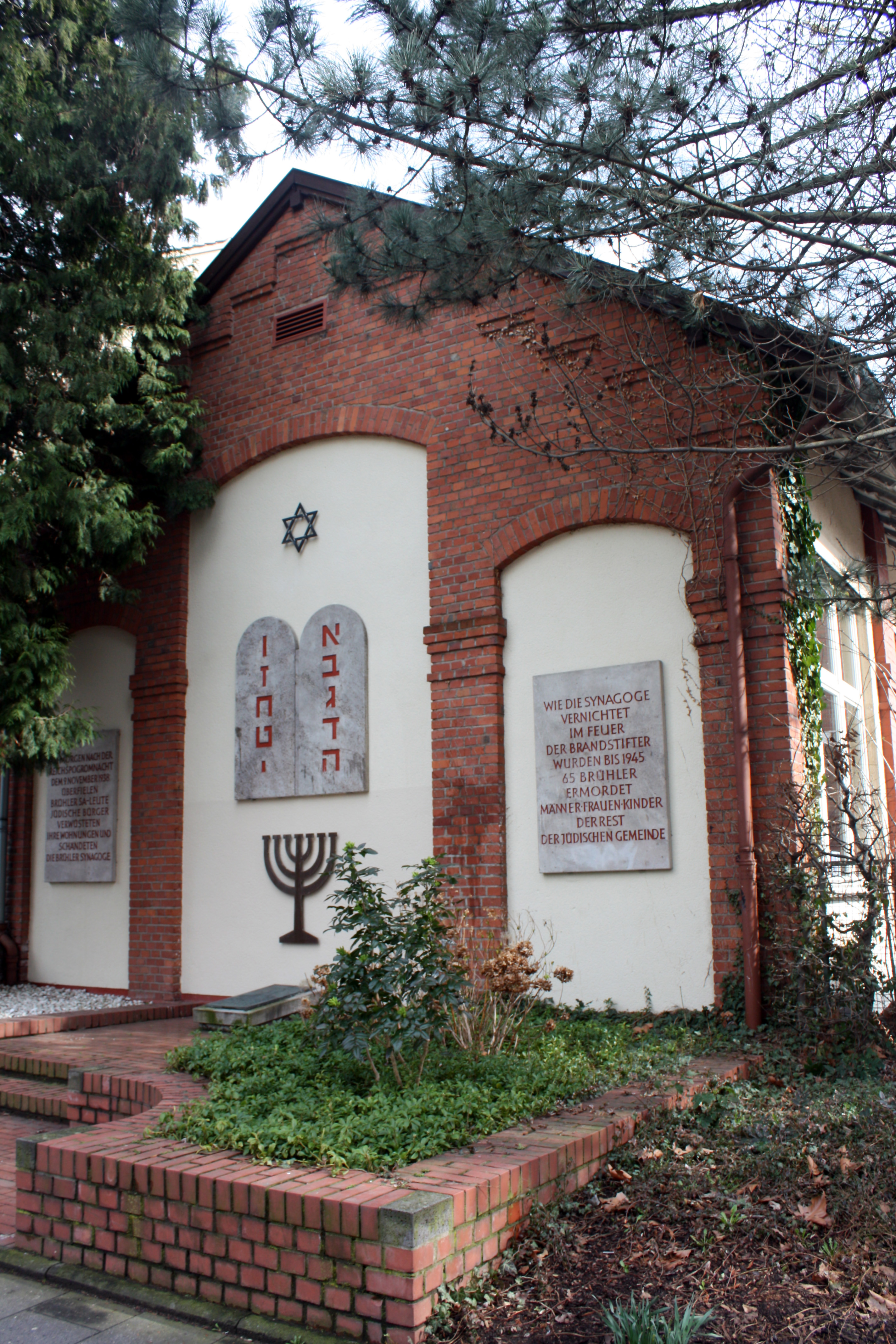
Ehemaliger Standort der Synagoge in der Innenstadt

Am 10. November 1938 wurden im Rahmen der Novemberpogrome jüdische Geschäfte geplündert und die Synagoge an der Friedrichstraße von Trupps der SA in Brand gesteckt. 1941 mussten Juden ihre Wohnungen räumen und wurden in drei Häuser in der Wallstraße und Kempishofstraße eingewiesen. Ab Juni 1942 begann deren Deportation. Insgesamt 65 Brühler Juden fielen dem Holocaust zum Opfer.
Bereits 1942 kam es im Zweiten Weltkrieg zu einem ersten Luftangriff. 1943 begannen größere Evakuierungsmaßnahmen. Am 28. Dezember 1944 verwüstete ein Luftangriff vor allem den südlichen Stadtbereich und hinterließ 180 Tote. Am 7. März 1945 beendete der Einmarsch von US-Truppen die nationalsozialistische Herrschaft.

#### Nach 1945
Die Gruben und Brikettfabriken Roddergrube, Brühl und Gruhlwerk I stellten bis 1955 ihre Arbeit ein. Bis 1958 entstanden 1371 Wohnhäuser mit 4572 Wohnungen – ein Zuwachs von 40 Prozent der Wohnhäuser und 82 Prozent der Wohnungen. Eine Statistik vom 31. Dezember 1970 wies für Brühl 6589 Wohngebäude, 14.195 Wohnungen sowie 40.425 Personen auf, darunter 28.651 Katholische, 9757 Evangelische. Im Zuge der kommunalen Neugliederung kam Brühl mit Wirkung zum 1. Januar 1975 vom Kreis Köln zum Erftkreis, der 2003 in Rhein-Erft-Kreis umbenannt wurde. Am 6. Februar 2000 gab es im Bahnhof den Eisenbahnunfall von Brühl.

## Religionen

### Konfessionsstatistik
Der Anteil der Protestanten und Katholiken an der Gesamtbevölkerung nimmt ab. Gemäß dem Zensus 2022 waren 39,9 % der Einwohner katholisch, 14,4 % evangelisch, und 45,7 % waren konfessionslos, gehörten einer anderen Glaubensgemeinschaft an oder machten keine Angabe.

### Römisch-Katholische Kirche
Die katholische Kirchengemeinde Brühl wurde 1304 kurz nach Verleihung der Stadtrechte gegründet. Vorher gab es nur eine Kapelle, die von Kendenich her betreut wurde. Am 1. September 2021 fusionierte der Seelsorgebereich Brühl mit dem Seelsorgebereich Wesseling zu einem Sendungsraum, dem nur noch ein leitender Pfarrer vorsteht. Gegenwärtig existieren innerhalb Brühls Stadtgrenzen zehn katholische Kirchen:
- St. Margaretha[20] in der Innenstadt.
- St. Maria von den Engeln in der Innenstadt. Barocke Schlosskirche des Schlosses Augustusburg.
- St. Heinrich[21] in Brühl-West. 1958 erbaut, mit einem ungewöhnlichen Zentralbau und einem freistehenden Glockenturm.
- St. Stephan[22] in Brühl-Ost. Die Kirche wurde 1962 errichtet. Der Gebäudekomplex umfasst neben der Kirche auch ein Jugendheim, einen Kindergarten und ein Pfarr- und Küsterhaus, die um einen offenen Hof herum angeordnet sind. Dabei stammt der frühere Entwurf für den Kindergarten und das Jugendheim aus der Hand von Dominikus Böhm. Sein Sohn Gottfried Böhm entwarf den Kirchenbau, einen quadratischen Baukörper aus Waschbeton mit Vorhalle und freistehendem Glockenturm.
- St. Pantaleon[23] in Brühl-Badorf. 1897 fertiggestellte neugotische dreischiffige Hallenbasilika.
- St. Pantaleon[24] in Brühl-Pingsdorf. Mitte des 18. Jahrhunderts wurde sie vom kurfürstlichen Baumeister Gerhard Cadusch errichtet. 1931 wurde sie nach Abriss der nördlichen Seitenwand durch einen fast gleich großen Anbau erweitert. Deshalb zeigt die Kirche nur im südlichen Kirchenschiff eine Barockausstattung.
- St. Severin[25] in Brühl-Schwadorf. Anstelle eines Vorgängerbaus entstand Ende des 19. Jahrhunderts die jetzige einschiffige neugotische Backsteinkirche mit einem 40 m hohen, vorgesetzten Glockenturm an der Nordseite.
- St. Matthäus[26] in Brühl-Vochem. Neugotische Kirche, die einen Vorgängerbau aus dem 13. Jahrhundert ersetzte. Die Kirche wurde zwischen 1963 und 1965 durch den Einbau eines Querschiffes erweitert.
- St. Servatius[27] in Brühl-Kierberg. 1902 bis 1904 errichtete neugotische Backsteinkirche, die einen kleinen Vorgängerbau ersetzte.
- St. Maria Hilf[28] in Brühl-Heide. 1952 vom Kölner Architekten Fritz Schaller errichtete Kirche mit freistehendem Glockenturm. Heimstätte polnischen Gemeinde in Brühl.

Sowie zwei Kapellen:
- St. Anna in Brühl-Badorf
- Birkhofkapelle in Brühl-Badorf

### Evangelische Kirche

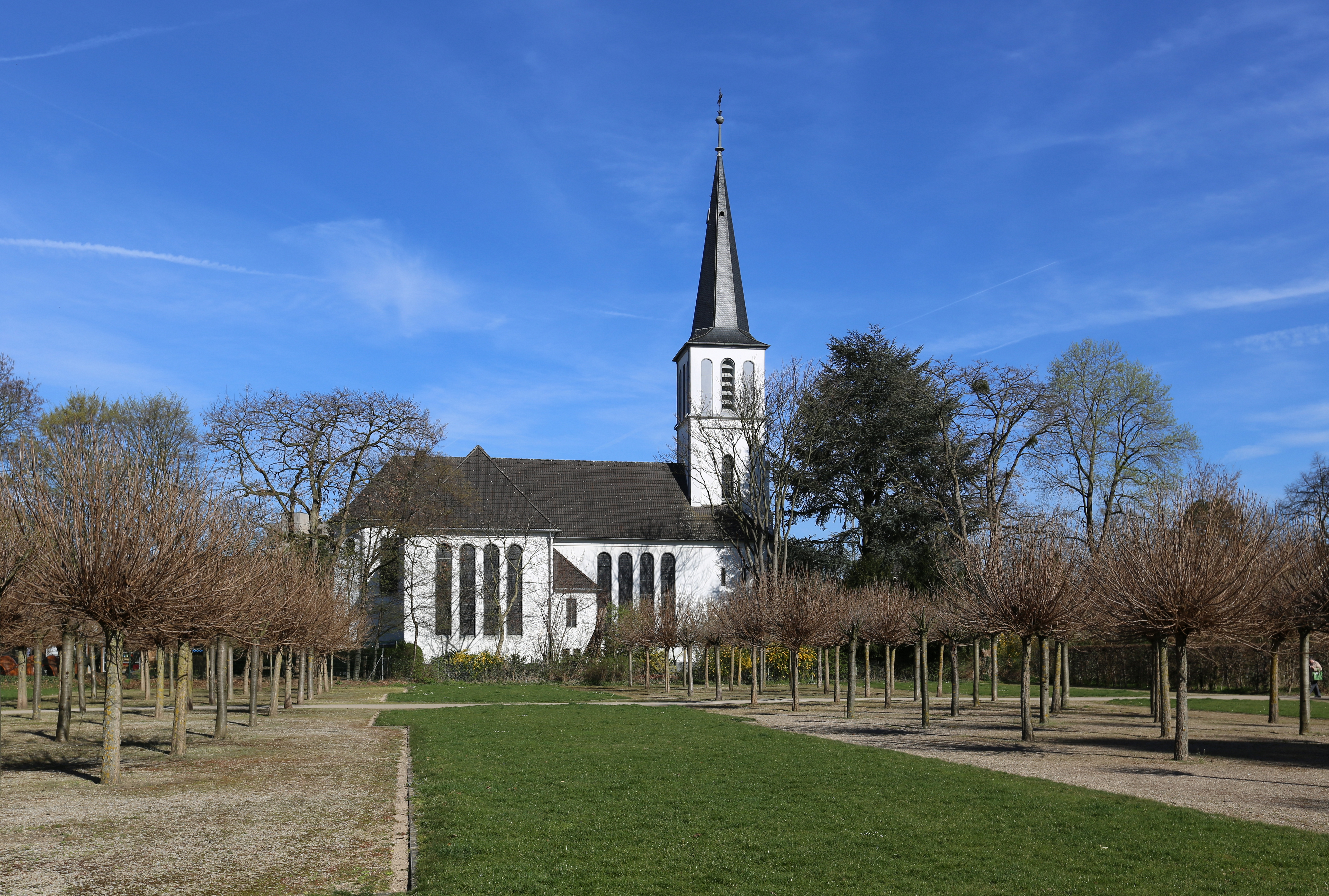
Evang. Christuskirche

Nach der Reformation fasste auch in Brühl der Protestantismus Fuß. Der Stadtherr Hermann von Wied war am Anfang seiner Herrschaft noch streng katholisch. So wurde 1535 Johann Klopreis, den man in Münster gefangen hatte, an der Westseite des Schlosses als protestantischer Märtyrer verbrannt. 1543 hatte sich die Einstellung des Erzbischofs so geändert, dass er das Abendmahl in beiderlei Gestalt reichen ließ. Er konnte sich aber nicht gegen Kaiser und Papst durchsetzen, und der evangelische Schmalkaldische Bund versagte ihm die Unterstützung. So war die Reformation im Rheinland nach der Exkommunikation des Erzbischofs im April 1545 und endgültig 1547 nach dem Schmalkaldischen Krieg gescheitert. In der Folgezeit mussten alle Protestanten und auch die Zuwanderer zum katholischen Glauben konvertieren oder wegziehen.
1812 gab es nach den Pfarrakten nur sechs Protestanten und 1834, in der Zeit Preußens, nur 61. Der erste Gottesdienst wurde 1834 vom Divisionspfarrer als Militärgottesdienst für das in Koblenz und teilweise in Brühl stationierte Zweite Rheinische Infanterieregiment abgehalten. Ab 1836 stand für den evangelischen Gottesdienst aufgrund einer Kabinettsorder im Schloss ein Raum zur Verfügung, der alle vier Wochen von Divisions- oder Kölner Pfarrern versehen wurde. Nachdem sich in der Zwischenzeit Initiativen zur Bildung einer eigenen Pfarrei und auch ein Presbyterium gebildet hatten, wurde mit Genehmigung des Konsistoriums am 14. August 1851 zuerst noch zusammen mit Bornheim der erste Pfarrer und Schlossprediger gewählt. Dies gilt als das Gründungsdatum der Gemeinde. Diese umfasste die Bürgermeistereien Brühl, Rondorf (ohne Rodenkirchen), Gymnich, Liblar, Lechenich, Erp, Friesheim, Hürth (ohne die Bürgermeisterei Efferen sowie ohne Gleuel und Berrenrath) und die Rheinschiene von Wesseling bis Hersel. Die Christuskirche konnte von 1886 bis 1888 auf einem von der Domänenverwaltung des Schlosses günstig erworbenen nahegelegenen Grundstück gebaut werden. Finanziert wurde der Bau mit erheblichen Spendenbeiträgen der 380 Mitglieder zählenden Gemeinde. Architekt des neugotischen Baus war der Baurat Karl Freyse aus dem Kölner Stadtteil Lindenthal. Die Kirche wurde im Krieg nahezu vollständig zerstört und in schlichter Bauweise wieder aufgebaut.

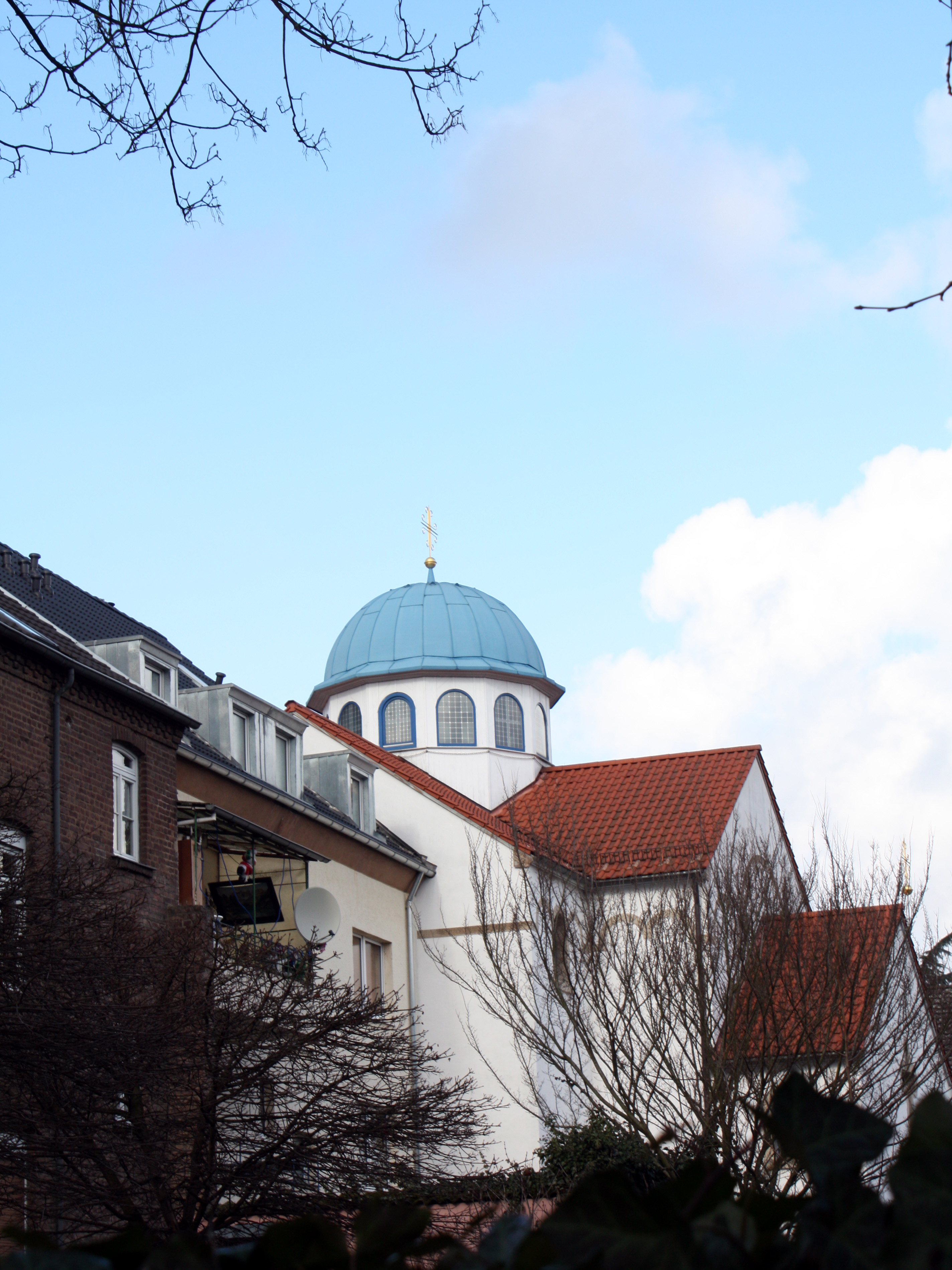
Griechisch-orthodoxe Kirche „Johannes der Täufer“

Die 1975 eingeweihte Johanneskirche mit fünfeckigem Grundriss und einem Campanile am Rodderweg gehörte ebenfalls zu den evangelischen Gotteshäusern in Brühl. Bis 2020 trafen sich hier die beiden afrikanischen Freikirchengemeinden Brühl zu ihren Gottesdiensten. Während die französischsprachige Assemblé sel et lumière gar keine Treffen mehr im Süden des Kölner Stadtgebietes und Umlandes organisiert, ist die englischsprachige Christ Ransomed Church in den Kölner Stadtteil Zollstock umgezogen. Am 31. Januar 2021 wurde die Johanneskirche profaniert.

### Griechisch-Orthodoxe Kirche
Die etwa 3000 Mitglieder zählende griechisch-orthodoxe Gemeinde Johannes der Täufer wurde 1983 gegründet und legte 1998 den Grundstein zu einem eigenen Kirchengebäude samt kreuzförmigem Kuppelbau in der Wallstraße. Die aktiven Mitglieder der Gemeinde stammen vornehmlich aus Griechenland, Rumänien, Russland oder der Ukraine. Erzpriester Radu Constantin Miron erhielt für sein Engagement in der Gemeinde 2015 von Bürgermeister Dieter Freytag den Ehrenring der Stadt Brühl verliehen.

### Neuapostolische Kirche
Eine Besonderheit stellt die neuapostolische Gemeinde in Brühl dar, die ihre Gottesdienste seit 1922 in privaten Wohnungen der Gemeindemitglieder abhielt. 1925 erhielt sie mit Ludwig Wilhelm einen ersten eigenen Priester als Gemeindevorsteher und zog zugleich in eigene Räume. 1961 weihte Apostel Rudolf Dicke die heutige Kirche in der Liblarer Straße. Um eine bessere seelsorgerische Betreuung schaffen zu können, wurden 2009 die Gemeinden in Brühl, Wesseling und Erftstadt zur neuen Gemeinde Brühl/Rhein-Erft vereinigt. Heute zählt die neuapostolische Gemeinde knapp 500 Mitglieder mit zwei Hirten, einem Evangelisten, fünf Priestern und sechs Diakonen.

### Muslimische Gemeinde
1974 gründeten muslimische Gastarbeiter der Brühler Eisenwerke in der Schützenstraße ein islamisches Gemeindezentrum, das bis heute ohne Dachverband auskommt und etwa 250 aktive und mehrheitlich türkischstämmige Mitglieder hat. 2000 wurde das Gemeindezentrum aus eigenen Mitteln dauerhaft in die Bergerstraße verlegt. Auf dem Gelände befinden sich neben drei Wohnunterkünften, einem Büro und einem Veranstaltungsraum eine kleine Gebetshalle. Darüber hinaus gibt es im Stadtteil Vochem die Brühl-Moschee, die unter dem Dachverband VIKZ steht.

### Jüdische Gemeinde
Seit 1285 bestand eine jüdische Gemeinde in Brühl. 1371 wurde erstmals der Brühler jüdische Friedhof urkundlich erwähnt. 1875 wurde nach Gründung des Deutschen Reiches die Synagogengemeinde Brühl neu begründet, die anfangs aus den Spezialgemeinden Brühl und Hürth bestand. 1879 lebten in der Stadt Brühl 146 Einwohner jüdischen Glaubens. 1944 endeten jedoch 659 Jahre nachweisbarer Geschichte des Judentums in Brühl aufgrund von vorangegangenen Deportationen der Gemeindemitglieder durch die Nationalsozialisten. Gegenwärtig erinnert an die Existenz der jüdischen Bürger Brühls nur noch eine Gedenkstätte am Ort der früheren Synagoge in der Friedrichstraße.

### Buddhistische Gemeinde
Seit 2004 besteht an der Bonnstraße in der Innenstadt das Buddhistische Zentrum Brühl, das an der Wallstraße weitere Räumlichkeiten betreibt. Die etwa 25 Mitglieder der buddhistischen Gemeinde in Brühl gehören jedoch nicht der Deutschen Buddhistischen Union an, sondern folgen der von dem dänischen Lama Ole Nydahl begründeten Lehre des Diamantweg, einer Strömung des Vajrayana mit Wurzeln in Indien und Tibet.

### Zeugen Jehovas
Die chiliastisch ausgerichtete und antitrinitarische Religionsgemeinschaft der Zeugen Jehovas betreibt an der Alten Bonnstraße im Brühler Stadtteil Pingsdorf einen sogenannten Königreichssaal.

## Politik

### Stadtrat

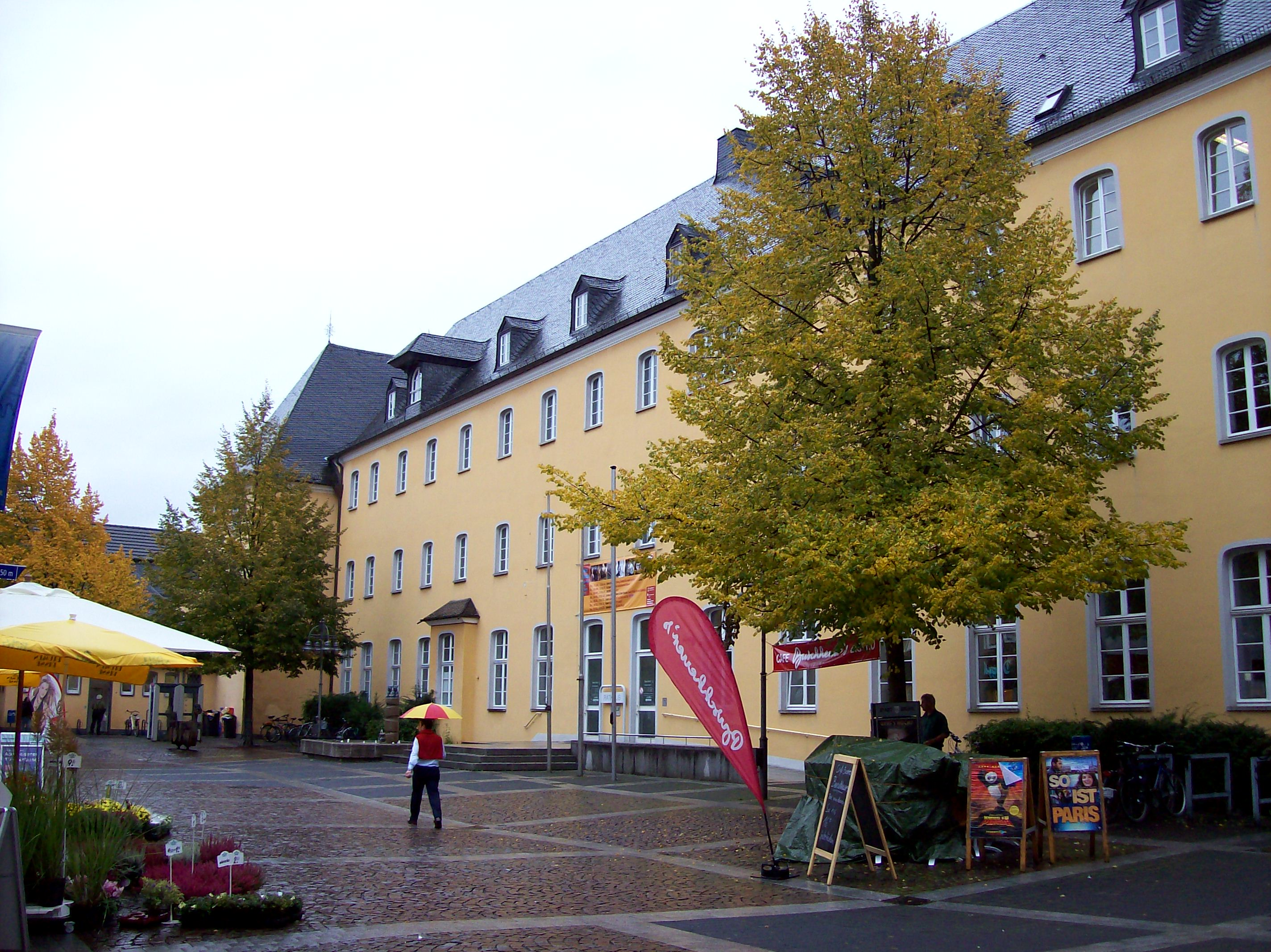
Rathaus

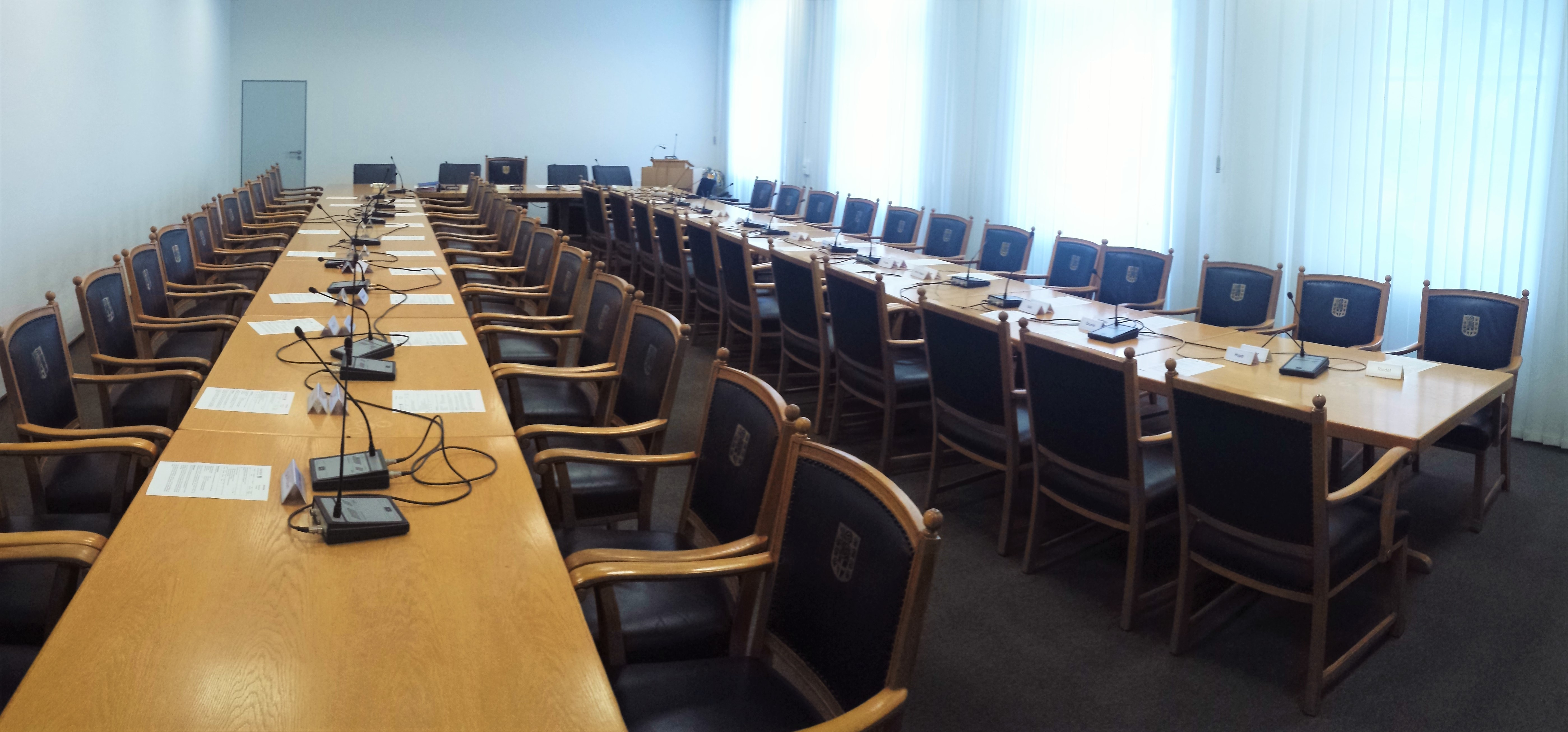
Ratssaal

Die Kommunalwahlen in Brühl seit 2009 brachten folgende Ergebnisse:
| Jahr |       | CDU   | SPD  | Grüne | FDP  | Linke | Piraten | AfD | fw/bVb* | Gesamt | Wahlbeteiligung |
| 2020 | %     | 32,5  | 29,1 | 23,7  | 4,9  | 3,3   | 1,6     | 4,7 | −       | 100    | 58,56 %         |
| 2020 | Sitze | 14    | 13   | 11    | 2    | 1     | 1       | 2   | −       | 44     | 58,56 %         |
| 2014 | %     | 40,4  | 33,6 | 13,4  | 03,9 | 03,3  | 02,0    | −   | 3,4     | 100    | 49,38 %         |
| 2014 | Sitze | 18    | 15   | 6     | 2    | 1     | 1       | −   | 1       | 44     | 49,38 %         |
| 2009 | %     | 44,70 | 23,4 | 14,3  | 7,4  | 3,1   | −       | −   | 7,10    | 100    | 58,33 %         |
| 2009 | Sitze | 220   | 11   | 70    | 4    | 20    | −0      | −   | 4       | 50     | 58,33 %         |

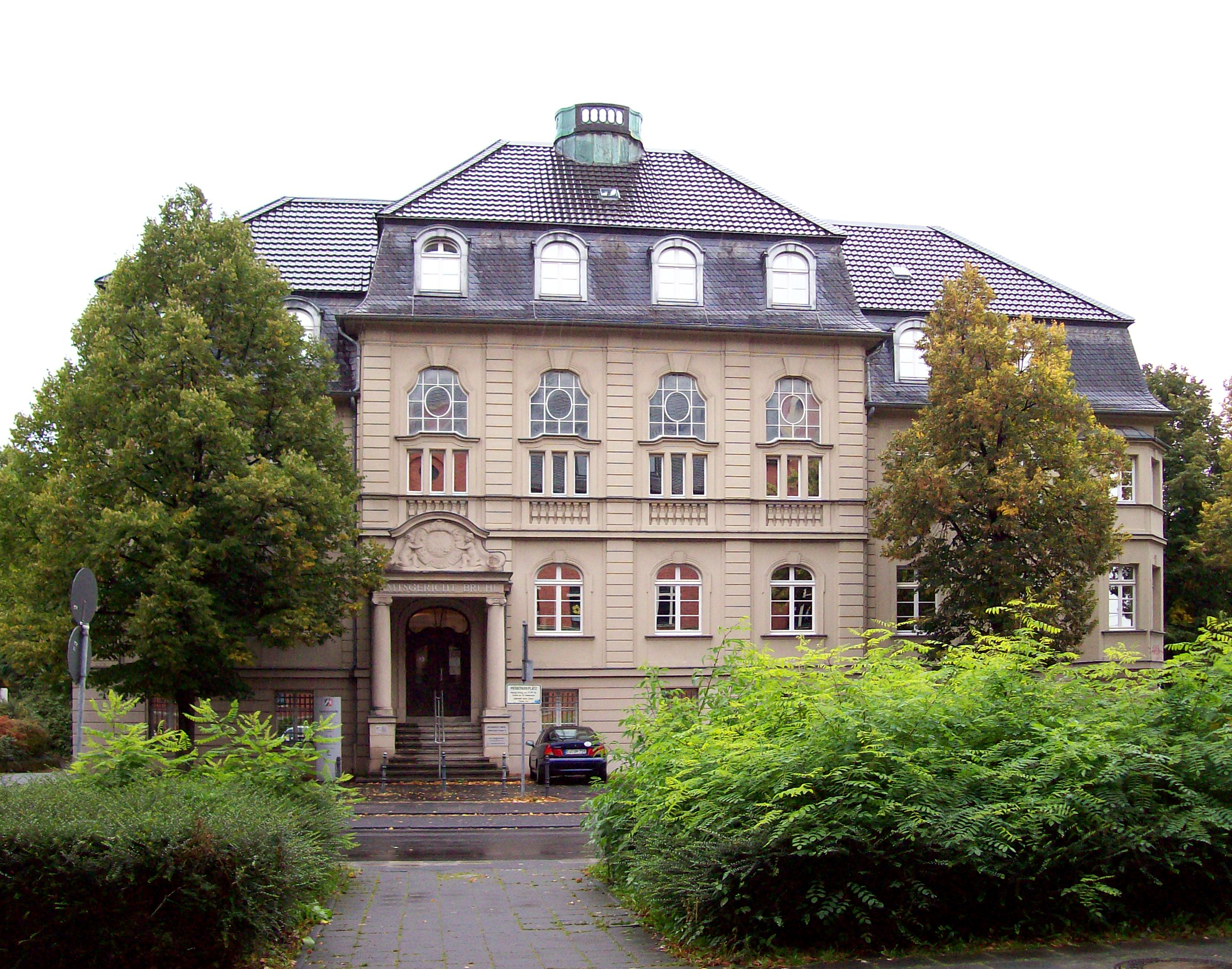
Amtsgericht

* Freie Wähler/Bürger-Vereinigung Brühl

### Bürgermeister
Bürgermeister Michael Kreuzberg (CDU) war von 1999 bis Oktober 2013 im Amt, musste die Stelle allerdings aufgeben, nachdem er zum Landrat des Rhein-Erft-Kreises gewählt worden war. Sein Vorgänger Willi Mengel (SPD), der erste hauptamtliche Bürgermeister Brühls, bekleidete dieses Amt seit dem 22. Januar 1996.
Am 9. Februar 2014 wurde der langjährige Kämmerer der Stadt, Dieter Freytag (SPD), zum neuen Brühler Bürgermeister gewählt. Die Stichwahl mit einer Wahlbeteiligung von 39,74 Prozent konnte er mit 60,79 Prozent für sich entscheiden. Der Gegenkandidat Dieter Dahmen (CDU) erreichte 39,21 Prozent. Freytag wurde 2020 mit 65,38 Prozent der Stimmen im Amt bestätigt.
Die letzte ehrenamtliche Bürgermeisterin Brühls war Irene Westphal (SPD).
| Name              | Partei | von  | bis  |
| ----------------- | ------ | ---- | ---- |
| Wilbert Hans      | SPD    | 1975 | 1979 |
| Wilhelm Schmitz   | CDU    | 1979 | 1994 |
| Irene Westphal    | SPD    | 1994 | 1996 |
| Willi Mengel      | SPD    | 1996 | 1999 |
| Michael Kreuzberg | CDU    | 1999 | 2013 |

### Wappen und Flagge

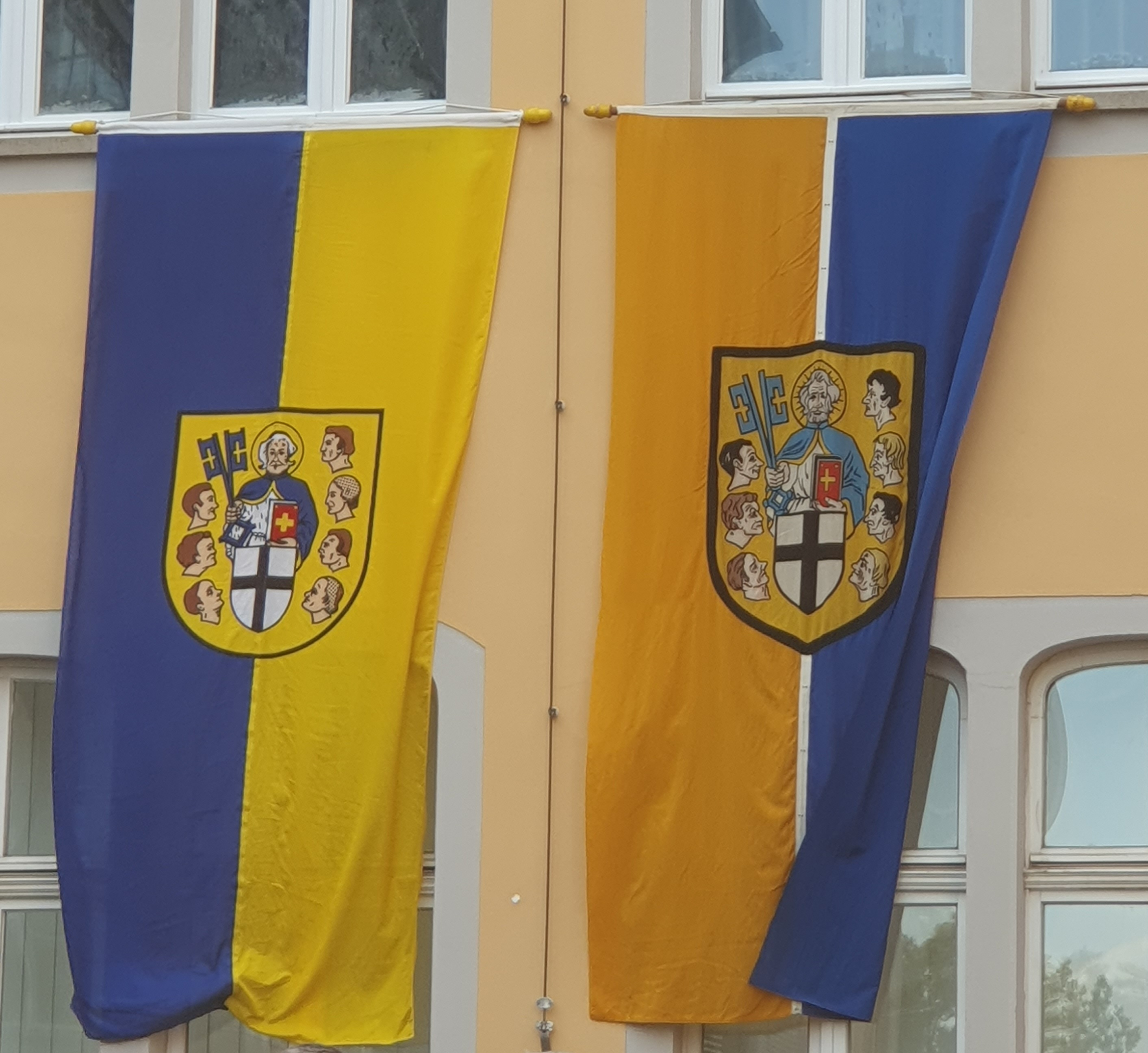
Brühler Flaggen, 2025 am Rathaus gehisst

| Wappen von Brühl | Blasonierung: „Auf goldenem Grund über einem silbernen Schild mit dem schwarzen Kölner Stiftskreuz der heilige Petrus in blauem Mantel, in der rechten Hand zwei blaue Schlüssel, in der linken Hand ein rotes, silberbeschlagenes Evangelienbuch haltend, umgeben von sieben Schöffenköpfen.“ |
| Wappen von Brühl | Wappenbegründung: Das Wappen Brühls ist nach einem Schöffensiegel von 1319 gestaltet |

Die Flagge Brühls ist laut Hauptsatzung (§ 2 Abs. 4) „blau-gold“, besteht also aus zwei waagerechten Streifen, oben blau, unten gelb (quasi identisch mit der Flagge der Ukraine). Häufig wird der Flagge das Stadtwappen in der Mitte hinzugefügt und es sind verschiedene Versionen von Bannerflaggen im Gebrauch. Statt des früher verwendeten Goldgelbs wird heute meist ein Neutralgelb verwendet.

### Städtepartnerschaften und Städtefreundschaften
- Sceaux (Frankreich), Städtepartnerschaft
- Leamington (Vereinigtes Königreich), Städtepartnerschaft
- Weißwasser (Deutschland), Städtefreundschaft
- Kunice (Polen), Städtefreundschaft
- Chalkida (Griechenland), Städtefreundschaft
- Kaş (Türkei), Städtefreundschaft[43]

## Bildungseinrichtungen

### Bibliotheken und Archive
Die 1935 gegründete Stadtbücherei Brühl gehört zu den ältesten Bibliotheken im Rhein-Erft-Kreis. Sie liegt in der Brühler Innenstadt und ist mit regelmäßigen Lesungen, Aktionen und Ausstellungen ein wichtiger Veranstaltungsort. Als Ergänzung für Bücher, Zeitungen, Zeitschriften, Videos, Gesellschaftsspiele und CD-ROMs wurde im November 2001 eine Mediothek neu eröffnet. Das Angebot umfasst Hörbücher auf MC und CD, Musik-CDs mit Rock, Pop, Jazz, Klassik, DVDs sowie Internetplätze. Die über 36.000 Medieneinheiten wurden 2006 von mehr als 4.300 aktiven Kunden genutzt. Ein Schwerpunkt der Arbeit liegt in der strukturierten Leseförderung der Kinder. Aus diesem Grund nimmt die Stadtbücherei Brühl seit 2005 am sogenannten Sommerleseclub teil. Hierbei handelt es sich um ein Leseförderungskonzept für Schülerinnen und Schüler ab der 5. Klasse, an dem in Nordrhein-Westfalen rund 40 Bibliotheken beteiligt sind. Gefördert wird das Projekt vom Land Nordrhein-Westfalen sowie vielen regionalen und überregionalen Sponsoren.
Das Vorbild ist der „Teen Reading Club“ in Los Angeles. Das Konzept wurde in Deutschland 2001 erstmals im sauerländischen Brilon getestet. Ziel ist es, die Kinder zum Lesen möglichst vieler Bücher während des Veranstaltungszeitraumes des Sommerleseclubs zu animieren und somit deren Lesekompetenz zu fördern. Jeder Teilnehmer erhält einen Nachweis pro gelesenem Buch. Zusätzlich werden von den Schülern einschlägige Buchbewertungen abgegeben. Neben Gutscheinen für Essen und Getränke locken ebenso positive Einträge auf dem Schulzeugnis. Zugelassen sind Kinder und Jugendliche der jeweils ausgewählten ortsansässigen Schulen. Im Jahre 2006 stand die Stadtbücherei Brühl mit 1183 Sommerleseclub-Teilnehmern und insgesamt 4511 gelesenen Büchern an der Spitze von ganz Nordrhein-Westfalen.
Schulbibliotheken gibt es des Weiteren an der Gesamtschule Brühl, am Max-Ernst-Gymnasium, an der GGS Regenbogenschule und am Sankt-Ursula-Gymnasium.
Das Stadtarchiv Brühl ist in der Barbara-Schule untergebracht. Das Archiv beherbergt Quellen zur Stadt- und Heimatgeschichte sowie ein Archiv der Zeitungsbände ab 1916. Heimatkundler finden hier Material für ihre Recherchen und Familienkundler können hier nach vorheriger Absprache Personenrecherchen durchführen, denn das Archiv verfügt über sämtliche Personenmelderegister Brühls seit 1850. Ein Fotoarchiv mit 20.000 Arbeiten in Form von Dias, Negativen und Aufsichtbildern dokumentiert die Stadtgeschichte. 5.000 Werke des Brühler Fotografen Fritz Neff mit Lichtbildern aus den Jahren 1930 bis 1939 sind ein bedeutender Beitrag zur Heimatgeschichte und ein lebendiges Zeugnis der Lebensverhältnisse der 1930er-Jahre.
Seit 2013 betreibt die Interessengemeinschaft „Brühl – gestern und heute“ eine Webseite sowie eine Facebookgruppe, die sich ebenfalls um den Erhalt historischer Fotografien, Dokumente und Urkunden bemüht.

### Kindergärten
Neben zahlreichen konventionellen Kindergärten, sind in Brühl aufgrund der Lage an den Villewäldern auch Kindergärten ansässig, die sich der kindgerechten Erziehung im Rahmen der Waldpädagogik verschrieben haben und von Elterninitiativen getragen werden. Der Waldkindergarten Brühl e. V. betreibt seit 2004 mit den Brühler Molchen und seit 2016 mit den Brühler Salamandern zwei Waldkindergärten unweit des Brühler Wasserturmes. Der Naturkinder Rheinland e. V. betreibt wiederum seit 2019 mit den Heider Seewichteln einen Waldkindergarten am Nordufer des Heider Bergsees.

### Schulen

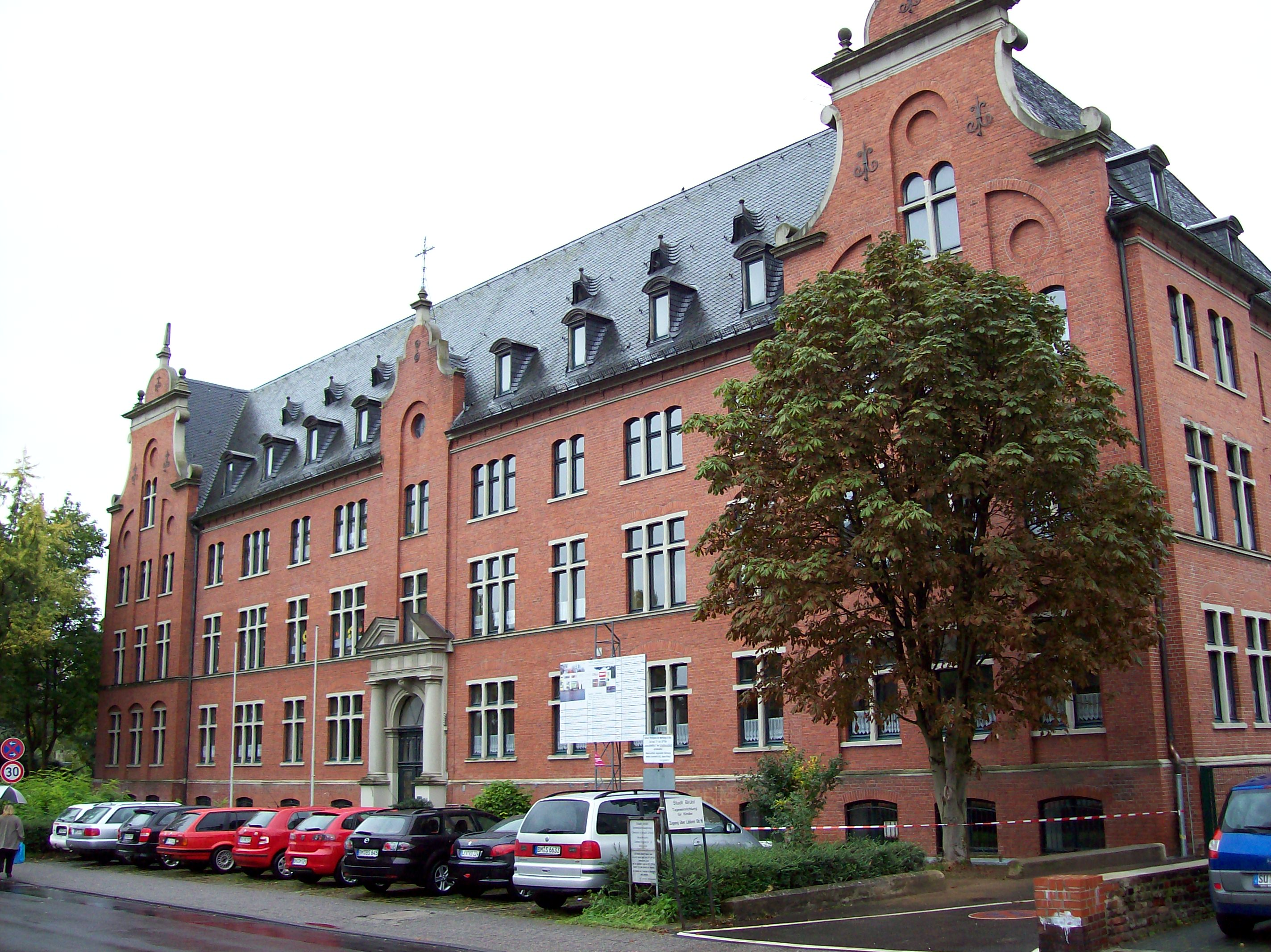
Clemens-August-Schule

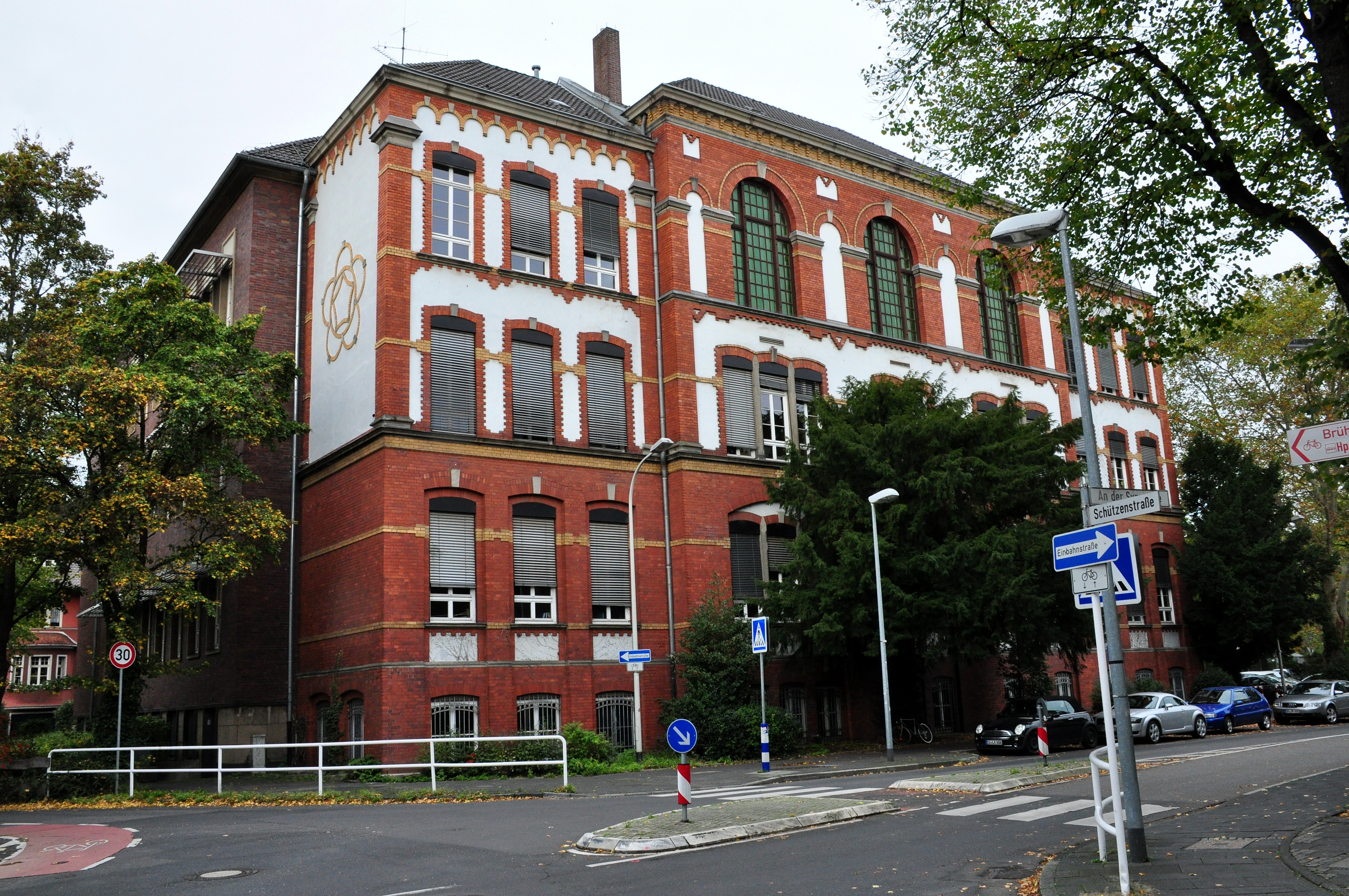
Ehemaliges Städtisches Gymnasium Brühl. Nach Umzug in den Neubau am Rodderweg (1966) beherbergt das Gebäude die St.-Franziskus-Schule

- Brühl hat acht Grundschulen und eine Förderschule.
- In der Sekundarstufe gibt es das erzbischöfliche Sankt-Ursula-Gymnasium und das städtische Max-Ernst-Gymnasium, die erzbischöfliche Elisabeth-von-Thüringen-Realschule und die städtische Erich-Kästner-Realschule, die Clemens-August-Gemeinschaftshauptschule, eine Gesamtschule sowie ein Wirtschaftsgymnasium.
- Der Zweckverband der Volkshochschule Rhein-Erft wird von den Städten Brühl, Hürth, Pulheim und Wesseling getragen.
- Die Kunst- und Musikschule der Stadt Brühl präsentiert ihre Arbeit in etwa 180 Veranstaltungen pro Jahr im Brühler Einzugsgebiet.

### Hochschulen
Mit der Hochschule des Bundes für öffentliche Verwaltung, der Bundesakademie für öffentliche Verwaltung und der Bundesfinanzakademie hat Brühl drei von der Bundesregierung getragene Hochschulen. 2001 wurde in Brühl außerdem die staatlich anerkannte, jedoch privat getragene Europäische Fachhochschule (EUFH) gegründet, die unter anderem Studiengänge in den Fachbereichen Wirtschaft, Technik, Gesundheit, Soziales und Pädagogik anbot. 2022 übergab die EUFH die Fachbereiche für Wirtschaft und Technik komplett an die International Business School. 2023 wurde entschieden, ihren Campus samt den hier beschäftigten 280 Mitarbeitern und über 800 eingeschriebenen Studierenden an einen neuen Hochschulkomplex in den Kölner Stadtteil Rodenkirchen zu verlegen.

## Sehenswertes

Schloss Augustusburg, Stadtseite

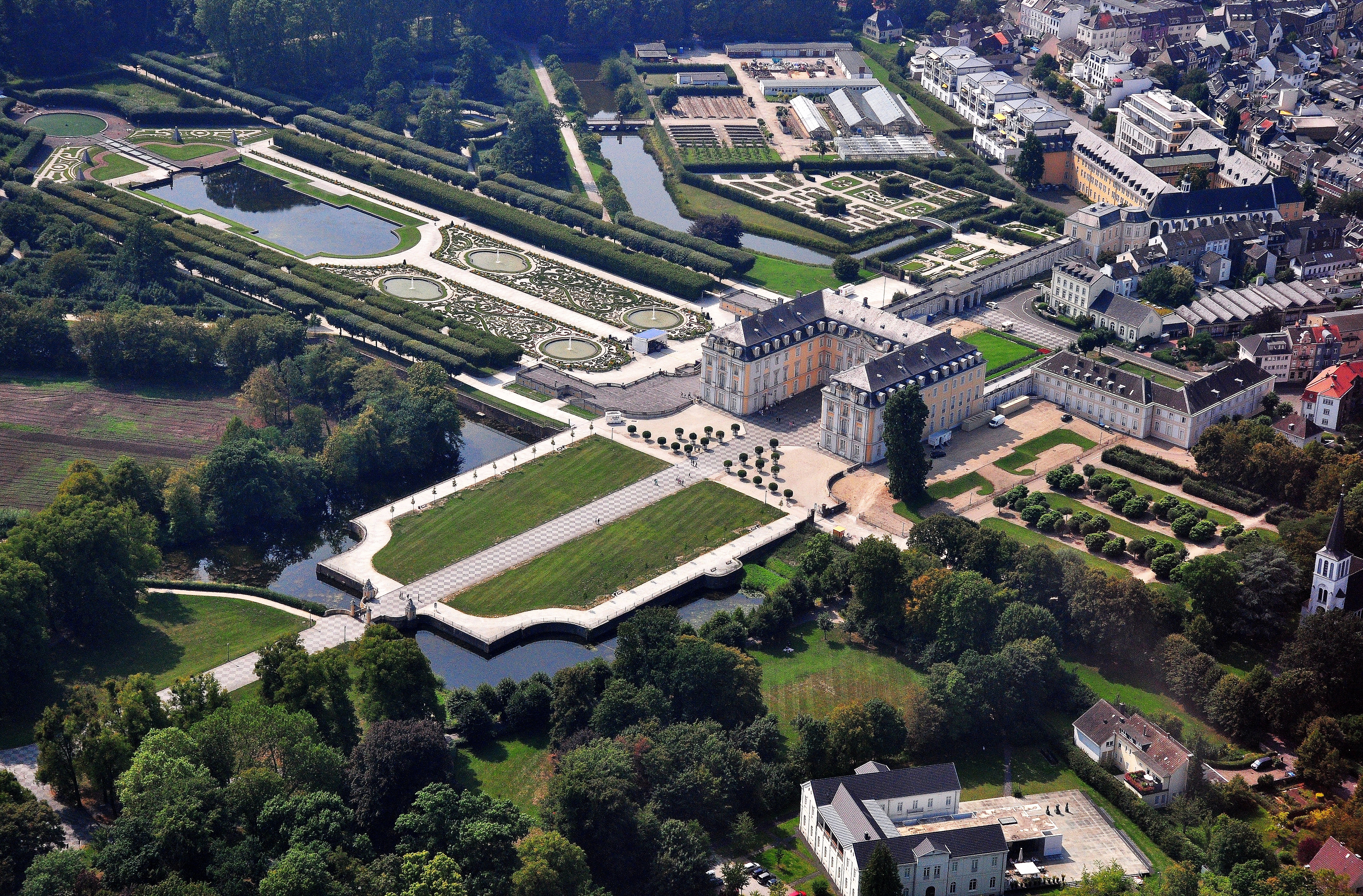
Schloss Augustusburg mit Schlosskirche, Rathaus, Christuskirche, Max-Ernst-Museum

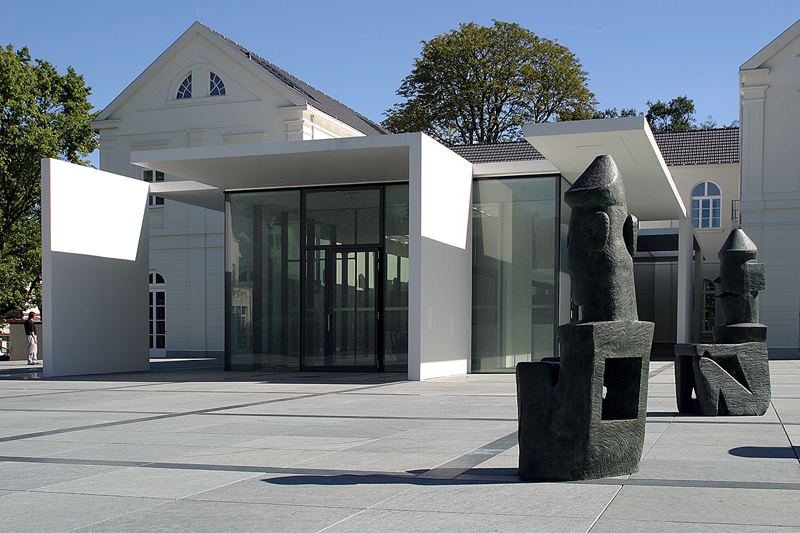
Max-Ernst-Museum Brühl

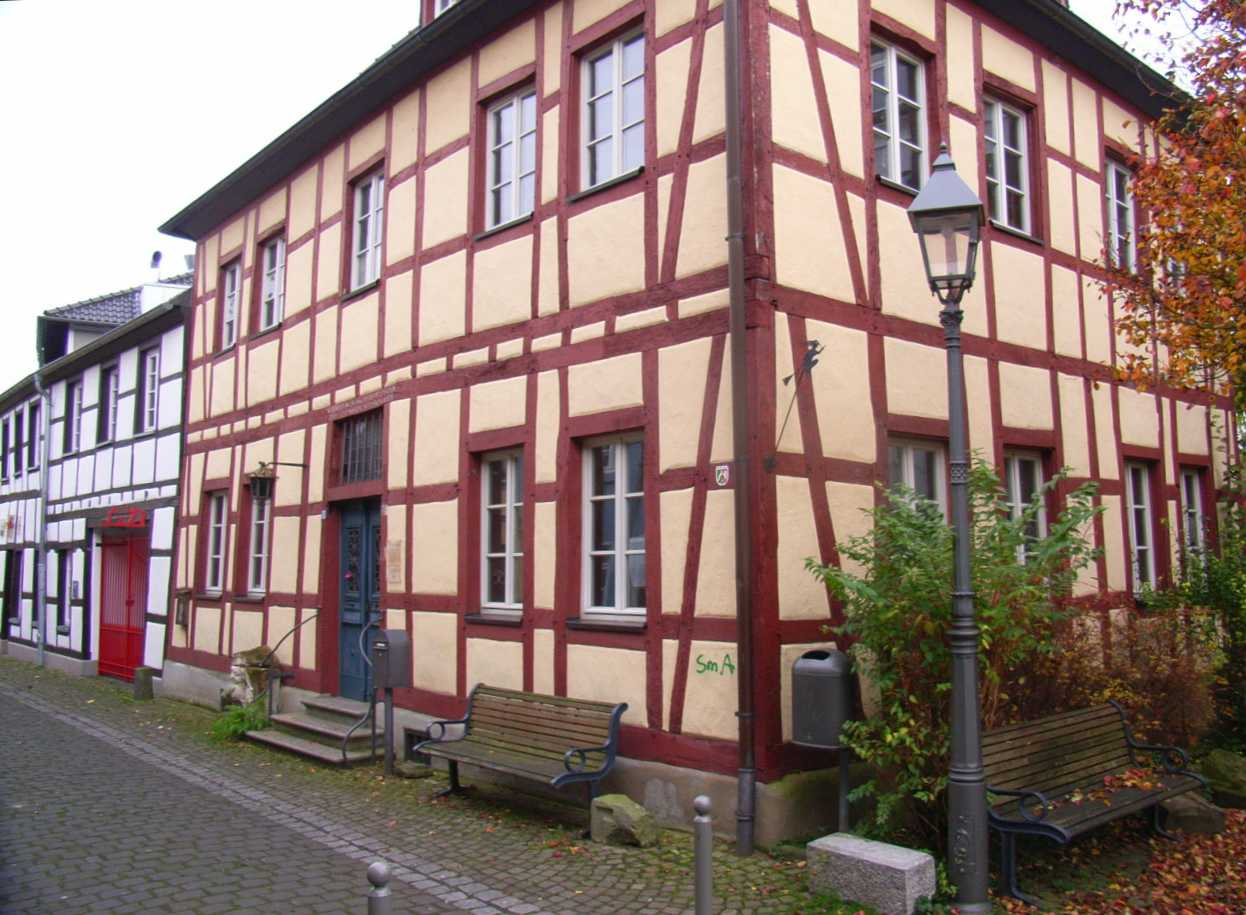
Museum für Alltagsgeschichte

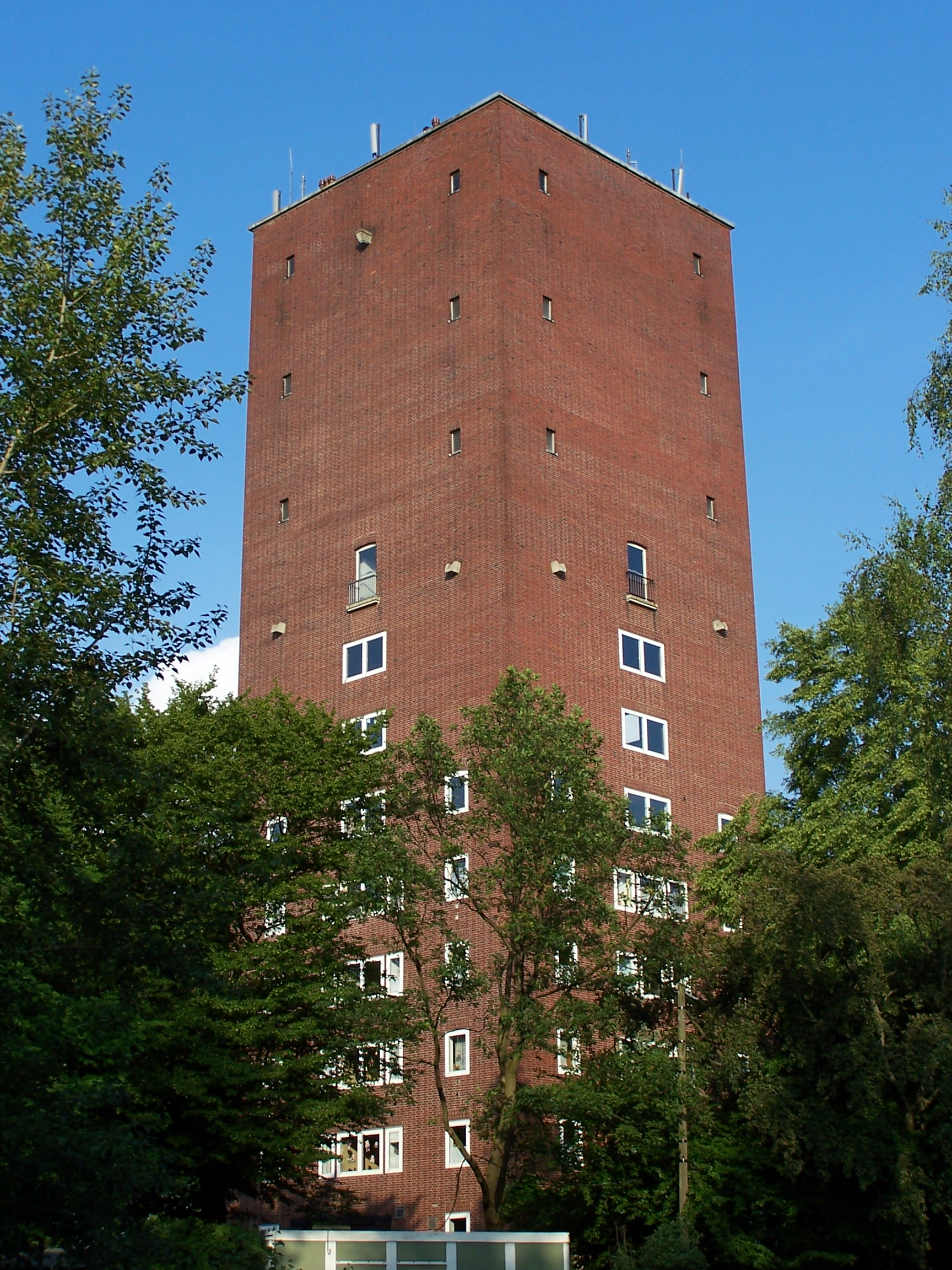
Gabjeiturm

### Sehenswürdigkeiten
- Schlösser Augustusburg und Falkenlust, in die Liste des Weltkulturerbes der UNESCO aufgenommen und bis zum Umzug der Bundesregierung und des Bundespräsidenten von Bonn nach Berlin offiziell bis 1996 als Empfangsstätten für Staatsgäste genutzt, gegenwärtig Austragungsort der Brühler Schlosskonzerte.
- Schallenburg, intaktes und bewohntes Wasserschloss aus dem 12. Jahrhundert im Stadtteil Schwadorf.
- Kloster Benden, 1207 gestiftetes ehemaliges und zur Wohnanlage umgebautes Zisterzienserinnenkloster im Stadtteil Heide.
- Der jüdische Friedhof an der Schildgesstraße, erstmals 1371 urkundlich belegt, bis 1939 genutzt. Seine Fläche beträgt 4170 m². Er besitzt heute noch 94 Steine, der älteste davon von 1746. Er ist einer der größten und ältesten jüdischen Friedhöfe im Regierungsbezirk Köln.
- Schlosskirche Sankt Maria von den Engeln, 1493 erbaut und 1735 umgebaut, mit Innengestaltung von Balthasar Neumann.
- Haus Zum Stern am innerstädtischen Mark, 1525 erbaut.
- Der Alte Friedhof entlang der Hermannstraße, im 18. Jahrhundert als Begräbnisplatz für die Pfarrkirche Sankt Margareta angelegt und 1974 in einen Park umgewandelt. Neben einigen Grabsteinen aus dem 19. Jahrhundert befindet sich auf der zentralen Sichtachse eine barocke Kreuzigungsgruppe.
- Villa Kaufmann am Volkspark, 1850 erbaut.
- Altes Rathaus am Markt, 1858 erbaut, danach mehrfach umgebaut und in den 1950ern durch einen Anbau erweitert, der 2018 jedoch für einen neuen Anbau abgerissen wurde.
- Kaiserbahnhof, 1877 im Stadtteil Kierberg erbaut.
- Gabjeiturm auf einer Anhöhe („Gabjei“) südwestlich des Stadtzentrums, im November 1951 fertiggestellter, etwa 45 m hoher Wasserturm und damit insgesamt höchstes Bauwerk der Stadt, auch als Wohngebäude und Gastronomie genutzt.[44][45]
- Stelzenhaus an der Friedrichstraße, 1959 vom Brühler Architekten Karl-Heinz Nitsche in Anlehnung an Le Corbusier und Oscar Niemeyer erbaut und dem Moritzhaus an der Römerstraße ähnlich, ältestes Hochhaus der Stadt.
- Katholische Pfarrkirche Sankt Stephan an der Rheinstraße, 1964 von Gottfried Böhm erbaut.
- Ockenfelshaus an der Kölnstraße, 1973 erbaut.

### Museen
- Max-Ernst-Museum: Werke des in Brühl geborenen und aufgewachsenen Künstlers Max Ernst werden im nahe dem Schloss Augustusburg gelegenen Max-Ernst-Museum ausgestellt, das am 3. September 2005 durch Bundespräsident Horst Köhler eröffnet wurde. Am 30. September 2005 wurde bereits der 15.000 Gast begrüßt. Der historische klassizistische Gebäudeteil geht auf einen 1844 errichteten Tanzpavillon zurück, der im 19. Jahrhundert als „Benediktusheim“ zunächst als Jugend- und Erholungs- und ab 1953 als Altersheim diente.[46]
- Keramikmuseum Brühl,[47] aufgrund eines Brandes am 29. Januar 2014 bis auf unbestimmte Zeit geschlossen.[48]
- Museum für Alltagsgeschichte,[49][50] in historischen Fachwerkhäusern an der Kempishofstraße in der sogenannten Museumsinsel ansässig.
- Assekuranzhistorische Sammlung in Privatbesitz.
- Steuermuseum, als ständige finanzgeschichtliche Ausstellung der Bundesfinanzakademie.

## Infrastruktur und Wirtschaft

### Verkehr

#### Schienenverkehr

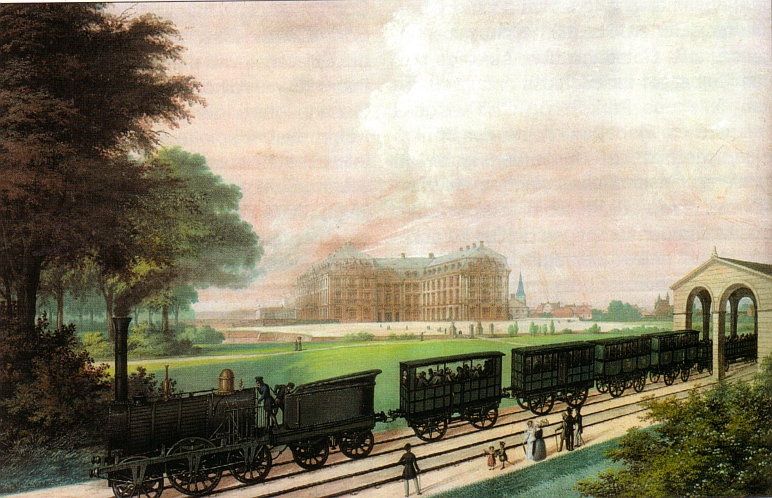
Bonn-Cölner Eisenbahn vor dem Brühler Schloss Augustusburg 1844

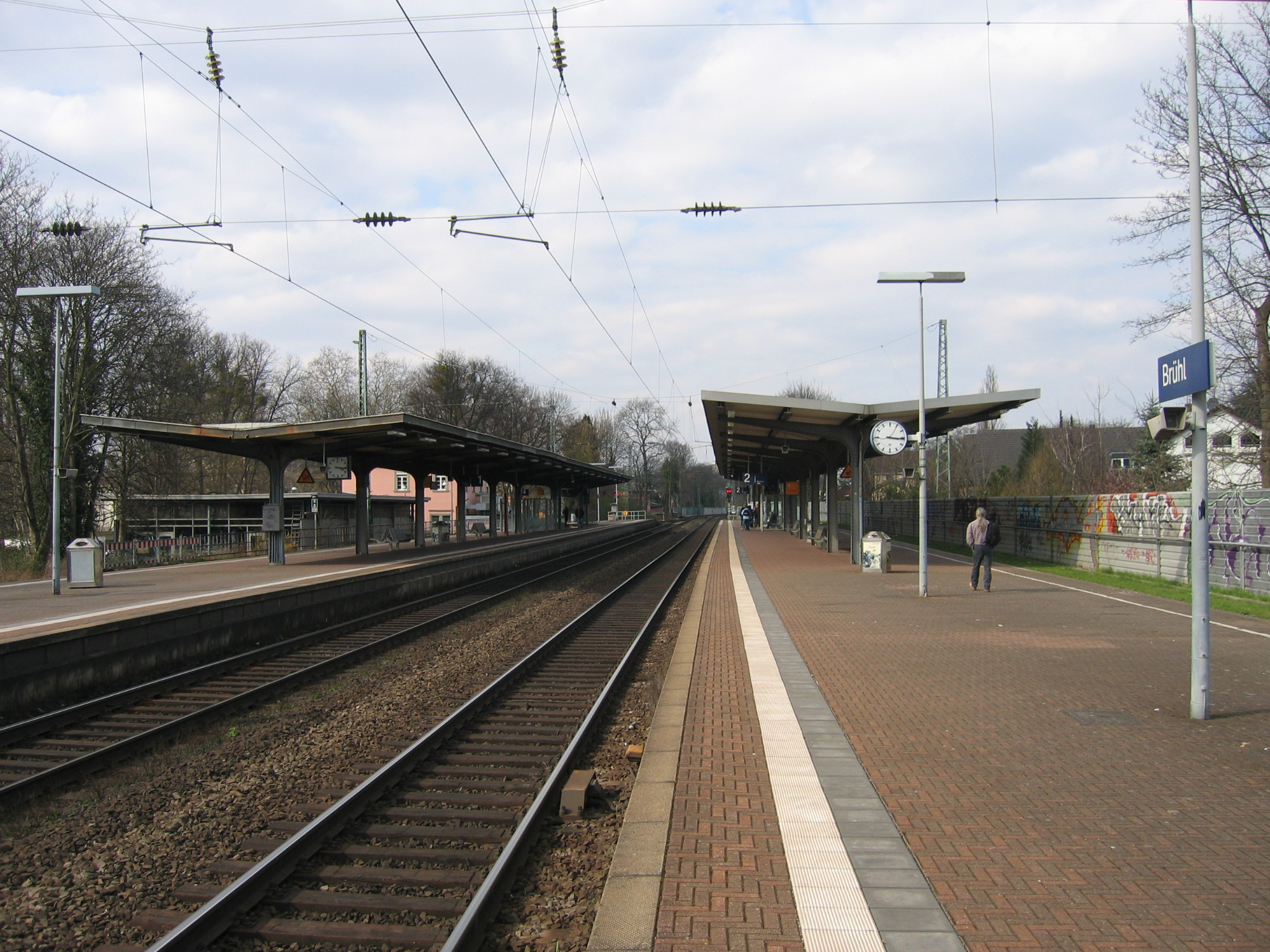
Bahnhof

Der Bahnhof Brühl liegt an der zweigleisigen, elektrifizierten linken Rheinstrecke, auf der im Schienenpersonennahverkehr neben dem Schienenpersonenfernverkehr und dem Güterverkehr
- täglich im Stundentakt
  - der „Rhein-Express“ (RE 5, Vorlaufbetrieb des RRX) von Wesel über Oberhausen, Duisburg, Düsseldorf, Köln und Bonn nach Koblenz und
  - die „Mittelrheinbahn“ (RB 26, betrieben durch Trans Regio) von Köln über Bonn und Remagen, Koblenz, Bingen nach Mainz sowie
  - die „Rhein-Wupper-Bahn“ (RB 48, betrieben durch National Express) von Wuppertal-Oberbarmen über Köln, Bonn nach Bonn-Mehlem

verkehren. Auf diese Weise ist man von Brühl aus mit der Bahn in zehn Minuten am Hauptbahnhof in Bonn, in 14 Minuten am Hauptbahnhof in Köln und in 48 Minuten am Hauptbahnhof in Düsseldorf.
Darüber hinaus ist Brühl mit dem Haltepunkt Kierberg an die Eifelstrecke Köln–Euskirchen–Gerolstein–Trier angeschlossen, die täglich im Stundentakt von der Regionalbahn RB 24 „Eifelbahn“ von Köln über Euskirchen nach Kall befahren wird.
Auf der Strecke der Vorgebirgsbahn verkehrt mit mehreren Haltepunkten im Stadtgebiet in dichtem Takt eine Stadtbahn nach Köln und Bonn (Linie 18 der Kölner Verkehrs-Betriebe und der Stadtwerke Bonn Verkehrs GmbH). Am 23. April 2019 ist der nunmehr zweigleisige Abschnitt zwischen den Haltestellen Brühl Mitte und Schwadorf in Betrieb genommen worden, der eine Bedienung des gesamten Brühler Stadtgebietes im 10-Minuten-Takt ermöglicht. Dieser wird unter der Woche (Mo–Fr) angeboten. Die dafür notwendigen Bauarbeiten begannen im Sommer 2015 und wurden von der HGK Köln durchgeführt.
| Linie | Verlauf / Anmerkungen | Takt (Mo–Fr) |
| ----- | --- | --- |
| 18    | Thielenbruch – Dellbrück – Holweide – Buchheim – U Bf Mülheim – U Mülheim Wiener Platz – Zoo/Flora – U Reichenspergerplatz – U Ebertplatz – U Breslauer Platz/Hbf – U Dom/Hbf – U Appellhofplatz (Breite Straße) – U Neumarkt – Barbarossaplatz – Eifelwall – Klettenberg – Efferen – Hürth-Hermülheim – Fischenich – Brühl-Vochem – Brühl Mitte – Brühl Süd – Badorf – Schwadorf – Walberberg – Merten – Waldorf – Dersdorf – Bornheim – Roisdorf West – Alfter – Dransdorf – Bonn West – Bonn Hbf | 10 min (Thielenbruch–Buchheim) 5 min (Buchheim–Klettenberg) 10 min (Klettenberg–Schwadorf) 20 min (Schwadorf–Bonn) |

Am 6. Februar 2000 um 0:13 Uhr ereignete sich im Bahnhof Brühl ein schweres Zugunglück, bei dem neun Fahrgäste eines Schnellzuges ums Leben kamen.
Im Bahnhof wurden danach die das Unglück auslösenden Weichen und Gleise entfernt. Insgesamt wurden von den Feuerwehren, den Hilfsorganisationen und dem THW 847 Kräfte sowie etwa 300 Beamte der Polizei und des Bundesgrenzschutzes vor Ort eingesetzt.

#### Busverkehr
Für den Nahverkehr dient das Stadtbusnetz mit insgesamt acht Stadtbuslinien der Brühler Stadtwerke, das durch Anrufsammeltaxen ergänzt wird. Drei Regionalbuslinien der REVG verbinden Brühl mit Köln-Meschenich und Hürth (935), Wesseling (930), Lechenich und Nörvenich (990). Zudem verbindet eine Regionalbuslinie der RVK Brühl mit Weilerswist und Euskirchen (985) sowie eine weitere Regionalbuslinie der RVK durch eine Haltestelle am Stadtrand in Brühl-Heide mit den Städten Hürth, Erftstadt und Zülpich (979).
Brühl gehört zum Verkehrsverbund Rhein-Sieg.

#### Straßen
Die kurze A 553 verbindet Brühl mit den Autobahnen A 61 und A 1. Die B 51 verbindet Brühl mit der Eifel. Zwischen den Anschlussstellen Brühl-Nord und Euskirchen ist sie in den 1990er Jahren durch die A 553 und die A 1 ersetzt und um das Zentrum herumgeführt worden. Die B 265 Köln – Schleiden tangiert Brühl im Nordwesten. Die A 555 ist über einen Zubringer von der A 553 oder dem Industriegebiet Brühl-Ost aus erreichbar. Sie bietet eine direkte Verbindung nach Köln und Bonn.
Die Stadt Brühl ist Mitglied in der Arbeitsgemeinschaft fahrradfreundliche Städte und Gemeinden in Nordrhein-Westfalen.

### Industrie
Da die Erschließung der rheinischen Braunkohle in Brühl 1876 begann, siedelte sich 1888 vor Ort ein erstes Eisenwerk an, das die nötigen Einrichtungen lieferte. Nach der Übernahme des Betriebes durch den Gießereifachmann Georg Sandmann 1927 wurde das Eisenwerk Brühl zum führenden Motorblock- und Zylinderkopfproduzenten in Europa und hatte in den 1980er Jahren bis zu 3500 Mitarbeiter. Mit gegenwärtig etwa 1750 Mitarbeitern ist der Familienbetrieb immer noch der größte Arbeitgeber der Stadt.
1874 übernahm Friedrich Giesler, der in Brühl an verschiedenen Unternehmungen, wie Braunkohlegruben und dem Eisenbahnbau beteiligt war, an der Uhlstraße eine von damals drei in Brühl bestehenden Brauereien. Die übrigen kaufte er später auf. Sein Vermögen war so groß, dass er bereits 1832 das Schloss Falkenlust und kurz darauf das Kloster Benden erwarb. 1998 wurde der Familienbesitz von der damaligen Kölner Dom-Brauerei übernommen, die mittlerweile der Radeberger Gruppe gehört. Seitdem wird das „Giesler-Kölsch“ nicht mehr in Brühl gebraut und 2005 wurden die Anlagen der ehemaligen Giesler-Brauerei komplett abgerissen. Lediglich das unter Denkmalschutz stehende Sudhaus der Brauerei wurde verschont. Heute ist es zentraler Punkt des 2006 eröffneten Einkaufszentrums Giesler-Galerie und Vereinsheim der Karnevalsgesellschaft „Fidele Bröhler Falkenjäger“.
1961 entstand an der Grenze des Brühler Stadtteiles Vochem zum benachbarten Hürther Stadtteil Fischenich mit der „Privatbrauerei Bischoff“ eine weitere Kölsch-Brauerei, deren Sitz sich im postalisch zu Brühl gehörenden Weilerhof befindet und die mit dem „Bischoff-Kölsch“ eines der wenigen im Rhein-Erft-Kreis gebrauten Biere vertreibt.

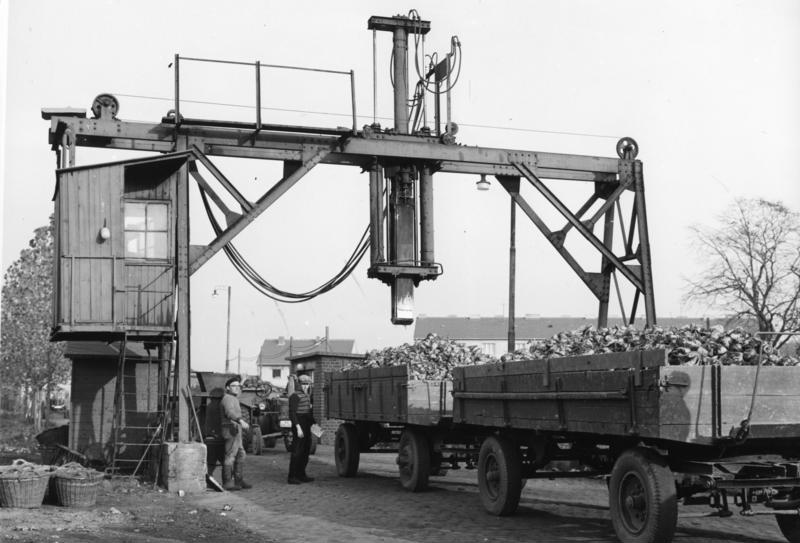
Zuckerfabrik Brühl 1957

Die 1883 gegründete Zuckerfabrik in Brühl-Ost musste über hundert Jahre später den Betrieb einstellen. Sie war zuletzt im Besitz der Firma Pfeifer & Langen. Auf der großen Industriebrache zwischen Franzstraße und Bergerstraße ist ein neues Wohngebiet entstanden. 1906 gründete Hermann Julius Ranke das gleichnamige Rankewerk an der Rheinstraße, das weltweit als erstes Unternehmen emaillierte Stahlbadewannen herstellte. 1975 wurde die Fertigung eingestellt und das Gelände der Freiwilligen Feuerwehr sowie verschiedenen Gewerbebetrieben überlassen. 1933 gründete zudem Edmund Merl das nach ihm benannte und immer noch tätige Lebensmittelunternehmen. Ferner stellt seit 1976 die an der Kölnstraße ansässige und von Otto Flimm gegründete Brennerei unter anderem den Magenhalbbitter „Kabänes“ her.
Weitere seit der Nachkriegszeit in Brühl ansässige Unternehmen mit bedeutendem Umsatz und eigenen Produktionsstätten sind unter anderem der Sicherheitstechnikanbieter DOM sowie die Verpackungsmittelhersteller Mauser und Smurfit. Ferner hatte seit den 1970er Jahren die deutsche Tochtergesellschaft des Automobilherstellers Renault in Brühl ihren Sitz, der sich über die Jahre der kooperierende Wettbewerber Nissan anschloss. 2001 zog Nissan jedoch in eine neue Firmenzentrale ins benachbarte Wesseling, während Renault im Jahr darauf seine Firmenzentrale in den Kölner Stadtteil Mülheim verlegte und mehr als 800 Arbeitsplätze von Brühl abzog.

### Medien
In Brühl erscheinen mit dem Brühler Schlossboten ein kostenloses Wochenblatt sowie mit dem Brühler Bilderbogen und dem Brühler Markt-Magazin zwei ebenfalls kostenlose Monatsblätter. Quartalsweise werden darüber hinaus die Brühler Heimatblätter und das Kulturmagazin In Brühl herausgegeben. Des Weiteren ist die Lokalredaktion Köln-Land der Rhein-Erft Rundschau und des Kölner Stadt-Anzeiger in Brühl ansässig. Beide Titel sind, ebenso wie der General-Anzeiger, als Tageszeitungen mit Lokalteil für Brühl erhältlich. Daneben deckt das im benachbarten Wesseling ansässige Radio Erft den lokalen Hörfunk ab. Online sind zudem die privaten Internetsender Stadt-TV Brühl und Cultra FM erreichbar. Ferner existierte bis 1970 die Brühler Zeitung, die das Amtsblatt der Stadtverwaltung beinhaltete.

## Freizeit und Kultur

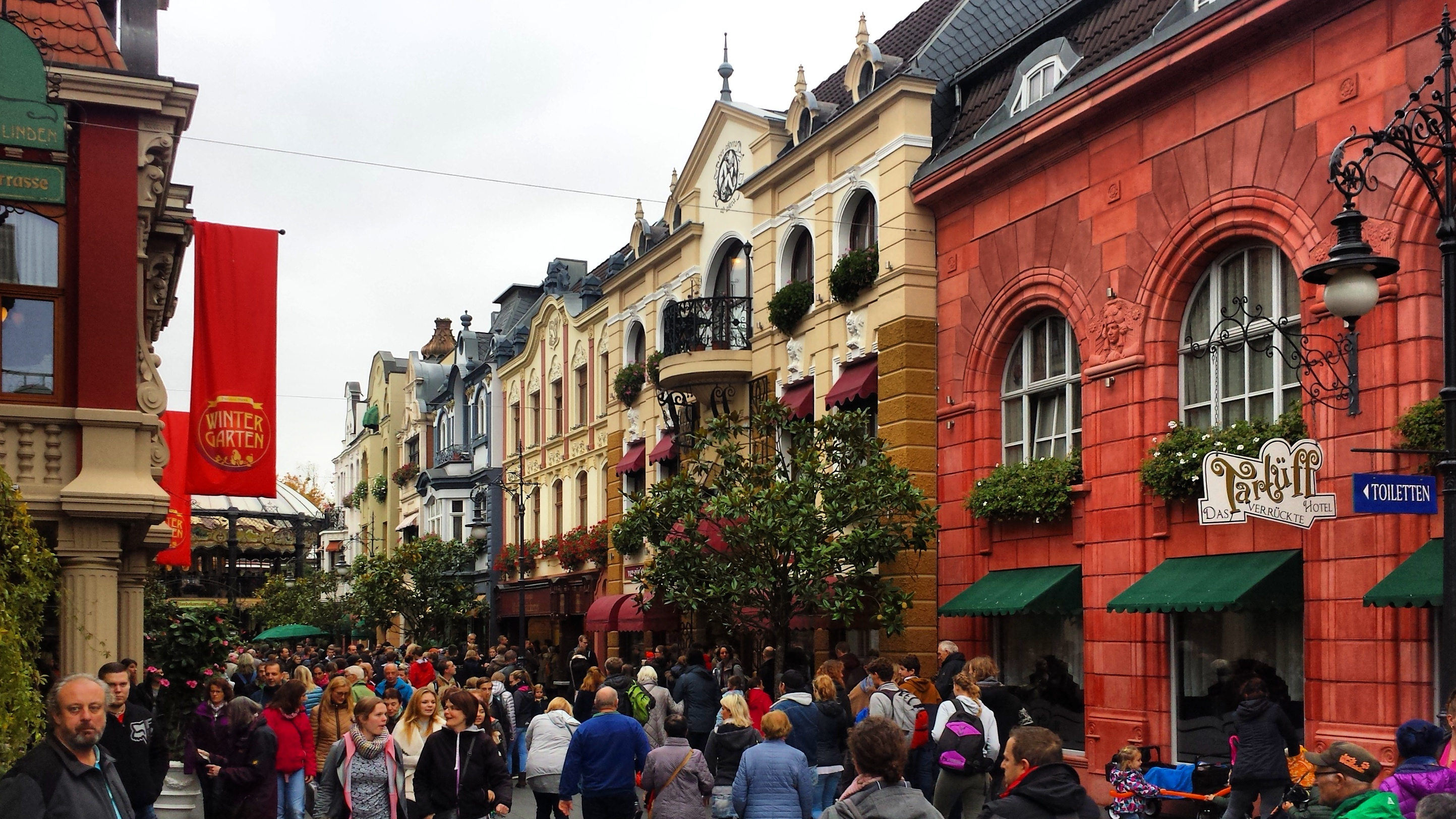
Berliner Straße im Phantasialand, Brühl

Brühl hat mit dem Phantasialand, zu dem drei große Hotels und eine Abendshow zählen, einen der ältesten Freizeitparks Deutschlands. Im Westen Brühls befindet sich zudem der Naturpark Rheinland mit zahlreichen Seen, darunter die Badeseen Heider Bergsee und Bleibtreusee, die zumindest teilweise auf Brühler Stadtgebiet liegen. Auf dem Bleibtreusee existiert seit Juli 2007 eine Wasserskianlage und 2012 wurde mit dem Kletterturm Brühl der höchste Kletterturm Europas eingeweiht. In der Innenstadt findet man eine abwechslungsreiche Gastronomie- und Kneipenszene vor.
In Brühl gibt es ein umfangreiches Kulturangebot, u. a. das Zoom-Kino, ein von einem Förderverein betriebenes Programmkino unterhalb des Rathauses, sowie ein reges Vereinsleben in unterschiedlichen Bereichen wie Musik, Sport und Jugend. Der Brühler Kunstverein wurde 1972 als eingetragener Verein gegründet. Seit 2002 nutzt er dank der Initiative des Marienhospitals die wiederhergestellte Alte Schlosserei als Ausstellungs- und Veranstaltungsraum. Die Kolpingsfamilie Brühl 1870 wurde unter Dechant Berrich gegründet, damals unter dem Namen Katholischer Gesellenverein. Schon 1873 wurde auf Initiative von Präses Kaplan Loerper erstmals Bildungsarbeit in Form von Fortbildungskursen angeboten; diese Bildungsarbeit zählt auch heute noch zu den Grundpfeilern der Vereinsarbeit: „Das Kolpingwerk ist die von Adolph Kolping geschaffene und geprägte katholische Bildungs- und Aktionsgemeinschaft zur Entfaltung des Einzelnen in der ständig zu erneuernden Gesellschaft.“ – Dieser erste Satz aus dem Programm des Kolpingwerkes Deutschland fasst die Ziele des Verbandes, der Vereinigung aller örtlichen Kolpingsfamilien, also den Nachfolgern der Gesellenvereine, zusammen. Der eingetragene Verein Sonderspaß ist zudem eine Organisation, der behinderten Kindern Möglichkeiten zur Freizeitgestaltung bietet. Betreut werden diese dabei oft durch Brühler Jugendliche.
Wie im benachbarten Köln, so wird auch in Brühl Karneval mit Tradition begangen. Von den gegenwärtig 17 im 1970 gegründeten Festausschuss Brühler Karneval organisierten Karnevalsvereinen haben die ältesten ihre Wurzeln in der Vorkriegszeit. 1929 wurde mit Mathias Neffgen die erste Tolität gewählt. Die erste moderne Karnevalsgesellschaft nach Ende des Zweiten Weltkrieges entstand 1950, in ihrer Tradition steht heute die 1. Große Brühler Karnevalsgesellschaft „Treue Husaren“ 1950/55 Ab 1952 wurde ein Karnevalspaar gekrönt, bestehend aus einem Prinzen und einer, tatsächlich weiblichen, Prinzessin. Erst ab 1968 ernannte man schließlich, wie in Köln, ein rein männlich besetztes Dreigestirn aus Prinz, Bauer und Jungfrau. 1974 wurde zudem das erste Kinderdreigestirn bestimmt. Der Festausschuss Brühler Karneval fördert heute aktiv den Brühler Karneval und die damit verbundene Brauchtumspflege samt karnevalistischer Schlossgarde. Des Weiteren wird unter seiner Schirmherrschaft eine gemeinsame Sessionseröffnung durchgeführt, mit der Erstürmung des Rathauses der Straßenkarneval eröffnet und der Brühler Karnevalszug Närrischer Elias organisiert. Neben einem Karnevalsverdienstorden verleiht die Karnevalsgesellschaft Fidele Bröhler Falkenjäger die Goldene Ehrenmütze an prominente Persönlichkeiten, die sich um Brühl oder die Region verdient gemacht haben. Zu den Trägern zählen unter anderem Hans-Dietrich Genscher, Reiner Calmund, Wicky Junggeburth, Wolfgang Overath und Peter Stöger.

## Sport

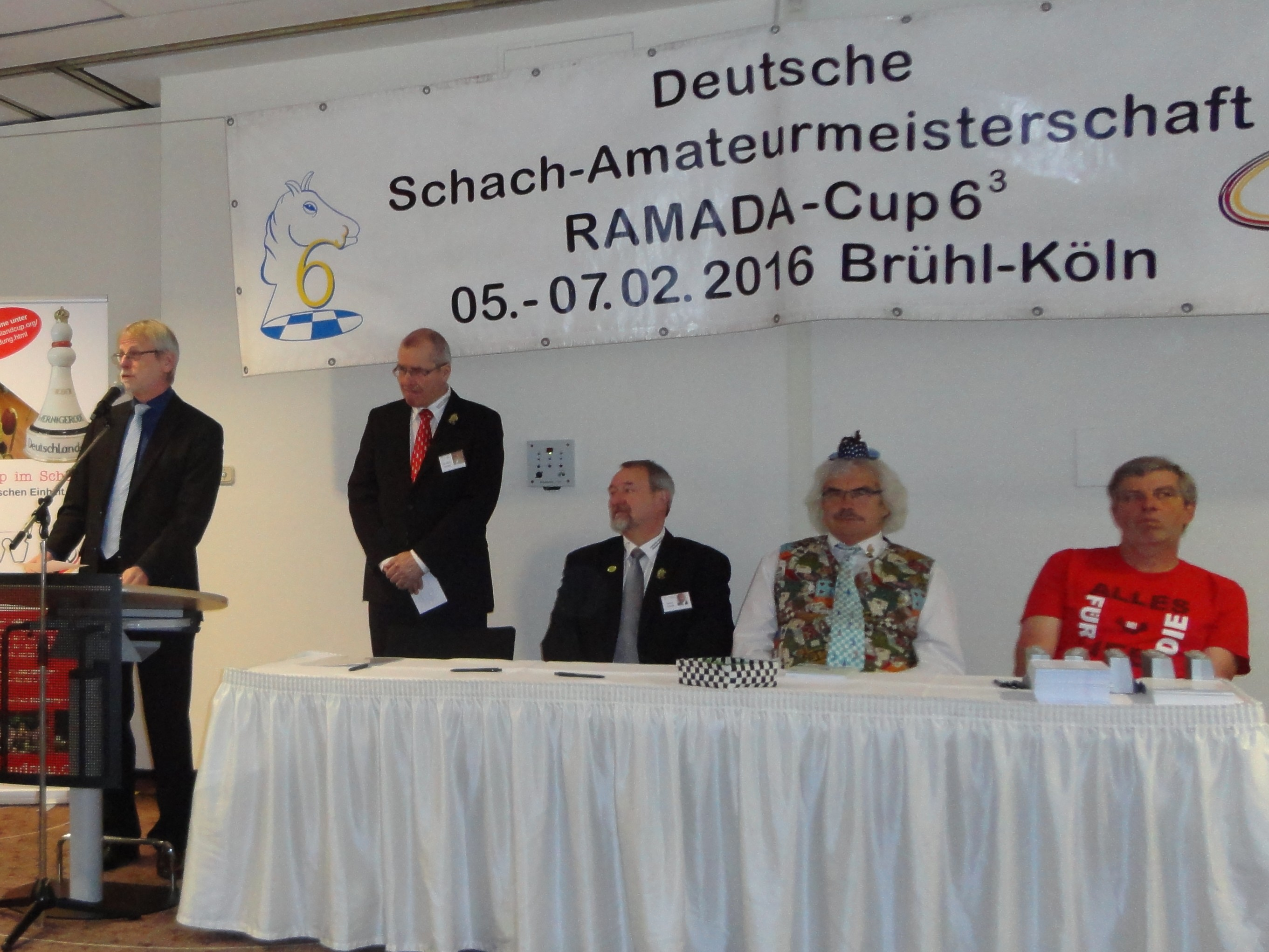
Bürgermeister Dieter Freytag begrüßt 2016 die Teilnehmer der 15. Deutschen Schach-Amateur-Meisterschaft in Brühl.

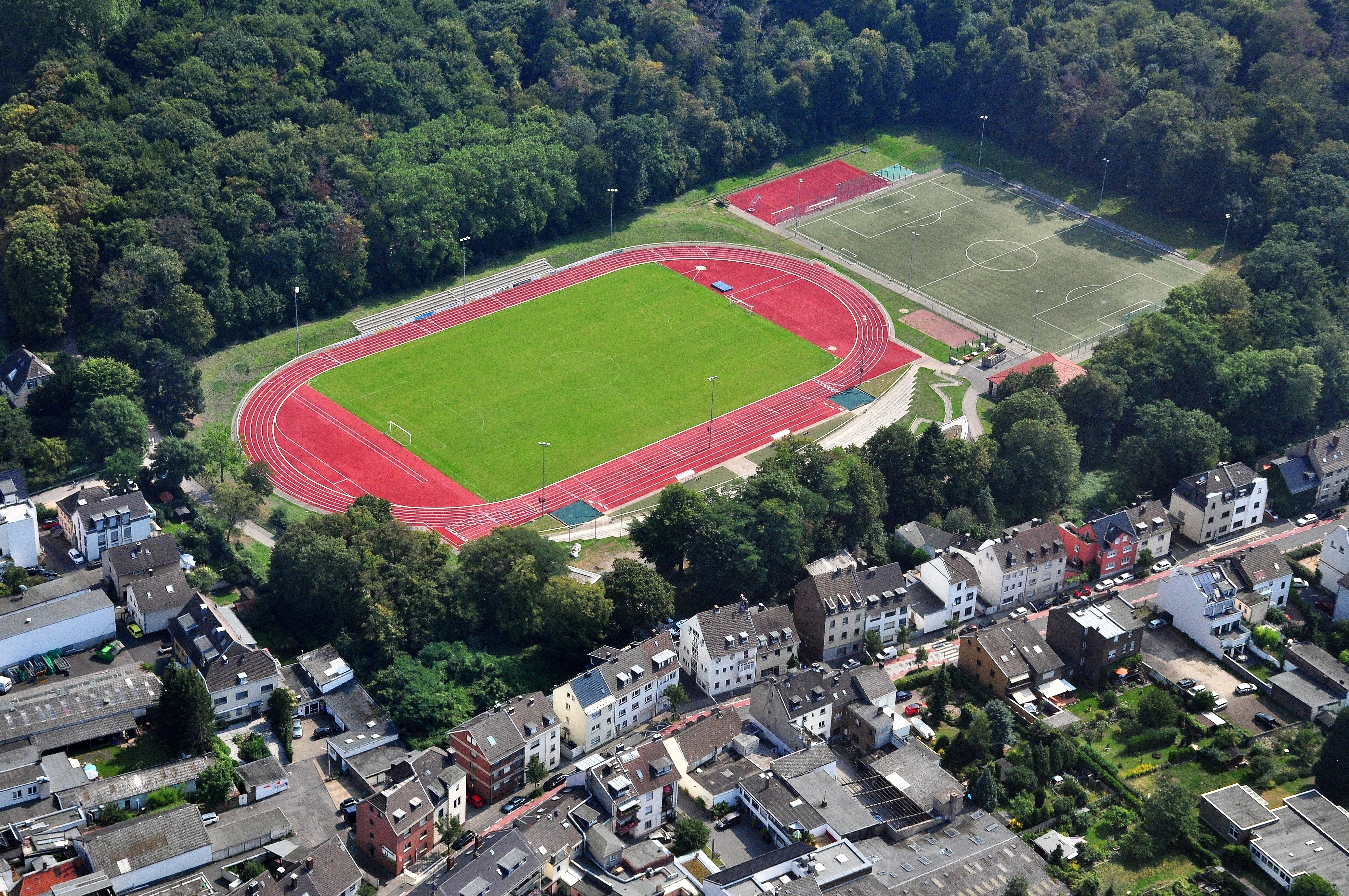
Schlossparkstadion

### Sportvereine und Sportveranstaltungen
Zu den bekannteren und mit Abstand mitgliederstärksten Sportvereinen der Stadt gehört der Brühler TV 1879 (kurz BTV), der in über zwanzig Abteilungen gegliedert ist und vor allem in Mannschaftssportarten wie Rugby, Basketball, Handball und Volleyball überregionale Erfolge feiern konnte. Darüber hinaus spielen die Abteilungen für Leichtathletik, Judo und Tanzsport (siehe Tanzsport im BTV) eine übergeordnete Rolle.
Eine lange Tradition besitzt in Brühl der Radsport. Bereits in den 1940ern wurde auf Initiative des RFC Staubwolke 1906 auf einer Rundstrecke durch die Innenstadt der Große Preis der Schloss- und Gartenstadt Brühl abgehalten. Aktiv war bereits um die Jahrhundertwende in Brühl auch der Ortsverein ARB Solidarität Brühl des früheren Arbeiter-Radfahrer-Bundes. Neben Radsportgruppen des BTV oder des örtlichen Polizeisportvereins, unterhält auch die Sportgemeinschaft der Brühler Stadtverwaltung und der Stadtwerke seit 1979 eine aktive Radsportgruppe. Seit 1980 steht zudem der im Bund Deutscher Radfahrer organisierte und regelmäßige Radtourenfahrten veranstaltende Radsportverein RTC Radsportfreunde Brühl für aktiven Breitensport auf dem Rad. Im Brühler Stadtteil Schwadorf organisierte er von 2008 bis 2016 jährlich unter dem Namen Rund um Schwadorf ein Kriterium, das zeitweise mit einem Preis der Rhein-Erft-Bank dotiert war. Ansässig ist in Brühl darüber hinaus das 2011 gegründete Radsportteam der Deutschen Kinderkrebsstiftung, das unter anderem an der Deutschen Radsportmeisterschaft und überregionalen Jedermannrennen teilnimmt.
Bedingt durch die im westlichen Stadtgebiet liegenden Villeseen, ist Brühl mit den Faltbootfreunden Brühl, den Wassersportfreunden Brühl-Heide, dem Brühler CfM 1950, dem Brühler Surf-Club 1976, den Ville-Tauchern Brühl, der örtlichen Vertretung der DLRG und vier Angelsportvereinen auch im Wassersport breit aufgestellt. Der traditionsreiche Amateur-Box-Club Brühl 1930, die Boulefreunde Brühl 1992, der Brühler Schachklub 1920, der Tischtennisverein TTC Vochem sowie die beiden Tennisvereine TC Fredenbruch Brühl und THC Brühl sind weitere Vertreter des aktiven Sports in Brühl. Letzterer konnte mit seiner Leichtathletikabteilung bereits auch internationale Erfolge feiern und sich mit Athleten für Olympiakader nominieren.
Zwischen 1985 und 1990 wirkte mit den Brühl Condors ein eigenes American-Football-Team in Brühl, das in der Landes- und Verbandsliga aktiv war und 1989 den Aufstieg in die Regionalliga nur knapp verpasste.
In der Tradition der Schlossstadt, unter anderem bedingt durch das Jagdschloss Falkenlust, gibt es zudem mehrere Schützenvereine. Im Juli findet zeitgleich zur Margarethenkirmes jedes Jahr ein zentrales Schützenfest in der Innenstadt statt. Erwähnenswert ist auch die Sport- und Bildungsstätte Kahramanlar, die eigene Einrichtungen besitzt und die Förderung sowie soziale Integration von Migrantenkindern zum Ziel hat.
Weiterhin existieren im Stadtgebiet gegenwärtig neun Fußballvereine. Die meisten sind traditionsreiche Vereine, die auf die jeweiligen Stadtteile oder Dorfgemeinschaften zurückzuführen sind, wie die Spvgg. 1921/29 Vochem, der FC Schwadorf 1973, die SV Badorf/Pingsdorf 1929/31 oder der in Heide ansässige FC Viktoria 1911 Gruhlwerk; der 1. FC Kierberg wurde 2021 aufgelöst. Ferner ist der 1. FSV Brühl der erste Frauensportverein mit Schwerpunkt Fußball in Brühl. Erfolgreichster Vertreter des Fußballs in Brühl ist der in der Bezirksliga spielende SC Brühl 06/45. Der am DFB-Pokal beteiligte Blau-Weiß Brühl löste sich hingegen nach 60 Jahren Ligabetrieb 2009 auf.

### Inklusion
2021 bewarb sich die Stadt als Host Town für die Gestaltung eines viertägigen Programms für eine internationale Delegation der Special Olympics World Summer Games 2023 in Berlin. 2022 wurde sie als Gastgeberin für Special Olympics Demokratische Republik Kongo ausgewählt. Damit wurde sie Teil des größten kommunalen Inklusionsprojekts in der Geschichte der Bundesrepublik mit mehr als 200 Host Towns.

## Persönlichkeiten

### Ehrenbürger
- Carl Gruhl (1862–1947), Unternehmer und Stifter des Karlsbads, Sohn von Hermann Gruhl (4. Oktober 1912)
- Richard Bertram (1834–1920), Dechant und Oberpfarrer an Sankt Margareta, besondere Verdienste auf sozialem und karitativem Gebiet (29. August 1919)
- Joseph Frohn (1848–1937), 1898 Stadtverordneter und 1910 ehrenamtlicher Beigeordneter, Oberlehrer am Lehrerseminar Brühl, besondere Verdienste auf kommunalem Gebiet (31. Juli 1929)
- Georg Grosser (1885–1964), 1920 bis 1955 Pfarrer der evangelischen Kirchengemeinde Brühl, die bei seinem Amtsantritt weit über die Stadtgrenzen hinaus reichte (4. Juli 1963)
- Joseph Hürten (1899–1977), über 40 Jahre Pädagoge in Brühl, davon zwölf Jahre als Rektor, 1932 bis 1933 und 1945 bis 1964 Mitglied des Stadtrates Brühl, davon acht Jahre Bürgermeister, 1961 bis 1969 Landrat des ehemaligen Kreises Köln (23. Juni 1969)
- Fritz Wündisch (1910–1994), Jurist, Historiker und Kurator der Volkshochschule Brühl (24. März 1990)

### Söhne und Töchter der Stadt

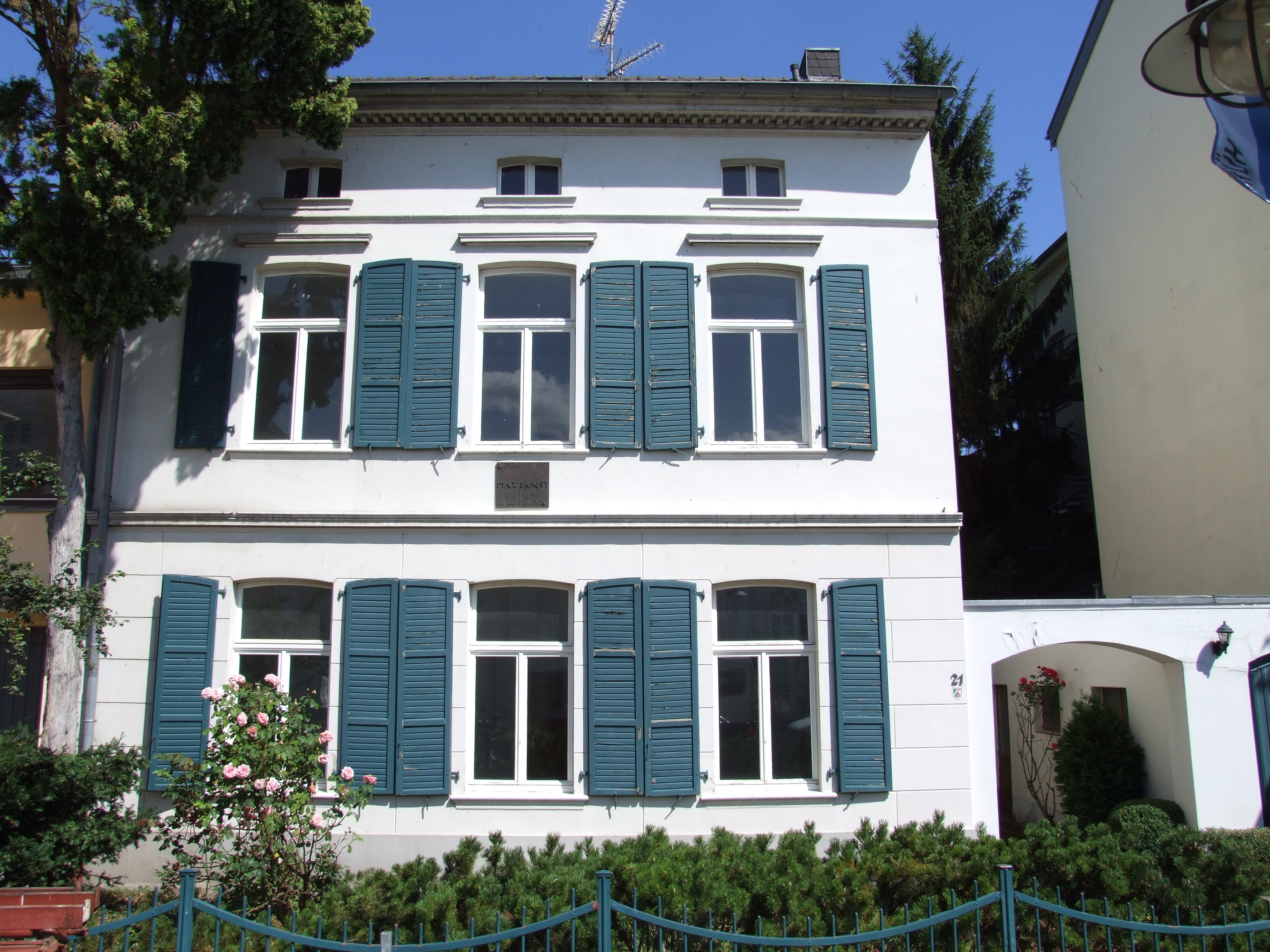
Geburtshaus von Max Ernst

- Caspar Arnold Grein (1764–1835), Maler und Zeichner
- Ferdinand Wurzer (1765–1844), Chemiker
- Andreas Borlatti (1776–1859), französischer und preußischer Kommunalpolitiker
- August Toepler (1836–1912), Physiker
- Josef Blied (1877–1964), Architekt
- Richard Bloos (1878–1957), Maler und Radierer
- Max Ernst (1891–1976), Maler und Bildhauer
- Will Küpper (1893–1972), Maler
- Leopold Bähr (1897–1945), Verfolgter und Opfer des Nationalsozialismus
- Joseph Hürten (1899–1977), Bürgermeister und Ehrenbürger der Stadt Brühl
- Jakob Sonntag (1902–1991), Schriftsteller, Heimatkundler und Gründer des Brühler Heimatbundes
- Heinz Burum (1905–1989), Professor für Trompete und Solotrompeter
- Peter Dahr (1906–1984), Pionier der Blutgruppenforschung
- Friedrich Bundtzen (1910–1989), Glasdesigner
- Aloys Lenz (1910–1976), Politiker (CDU) und u. a. Mitglied des Deutschen Bundestages
- Else Schmitt (1921–1995), Politikerin (SPD) und u. a. erste Bezirksbürgermeisterin in Köln
- Josef Engel (1922–1978), Historiker
- Hans Faber (1925–2000), Fußballspieler
- Friedrich Wilhelm Waffenschmidt (1925–2017), Unternehmer, Gründer von Hansa-Foto und Saturn
- Karl Josef Benz (1927–2016), Kirchenhistoriker und Liturgiewissenschaftler
- Heinz G. Zavelberg (1928–2015), Politiker (CDU) und u. a. Präsident des Bundesrechnungshofes
- Heinz-Albert Heindrichs (1930–2021), Lyriker, Zeichner und Komponist
- Helmut Müller-Brühl (1933–2012), Dirigent und Initiator der Brühler Schlosskonzerte auf Schloss Augustusburg
- Erika Reihlen (* 1936), Theologin und ehemalige Präsidentin des Deutschen Evangelischen Kirchentages
- Friedel Kloke-Eibl (* 1941), Tanzpädagogin und Choreografin für Sakralen Tanz
- Alfons Knauth (* 1941), Romanist
- Hans-Heinrich Limbach (* 1943), Chemiker und Hochschullehrer
- Georg Bollenbeck (1947–2010), Germanist und Kulturwissenschaftler
- Heinz-Theo Horst (* 1947), Fußballspieler
- Reiner Calmund (* 1948), Fußballtrainer und ehemaliger Manager von Bayer 04 Leverkusen
- Hans Leyendecker (* 1949), Journalist
- Otto Kallscheuer (* 1950), Politikwissenschaftler und Philosoph
- Heinz-Josef Kehr (1950–2014), Fußballspieler
- Robert Löwenstein (* 1953), Generalmajor der Luftwaffe
- Wolfgang Thönissen (* 1955), Theologe
- Biggi Wanninger (* 1955), Schauspielerin, Kabarettistin, Sängerin, Hörspiel- und Fernsehsprecherin
- Maria Jonas (1957–2024), Mezzosopranistin
- Hans-Jörg Blondiau (* 1959), Bildhauer und Leiter des Brühler Zoom-Kinos
- Andrea Revers (* 1961), Sachbuch- und Krimiautorin
- Piet Fuchs (* 1964), Schauspieler, DJ, Autor, Filmemacher und Moderator
- Ralph Manno (* 1964), Klarinettist und Hochschullehrer
- Matthias Petzold (* 1964), Jazzmusiker
- Michael Breuer (* 1965), Politiker (CDU) und ehemaliger nordrhein-westfälischer Landesminister für Bundes- und Europaangelegenheiten
- Frank Oppermann (* 1966), Schauspieler, Regisseur, Sänger und Theaterleiter
- Andreas Kunstein (* 1967), Komponist
- Markus Mosa (* 1967), Wirtschaftsmanager und Vorstandsvorsitzender der Edeka
- Daniel Dickopf (* 1970), Sänger und Mitglieder der a-capella-Gruppen Wise Guys und Alte Bekannte
- Patric Hemgesberg (* 1973), Lyriker
- Gregor Golland (* 1974), Politiker (CDU) und u. a. Mitglied des nordrhein-westfälischen Landtages
- Sebastian Loth (* 1975), Autor und Illustrator
- Edina Müller (* 1983), Rollstuhlbasketballerin und Parakanutin, Weltmeisterin
- Pekin Köşnek (* 1991), Fußballspieler
- Ricardo Walther (* 1991), Tischtennisspieler
- Joel Sturm (* 1997), Autorennfahrer
- Lina Vianden (* 2002), Fußballspielerin
- Oliver Fobassam (* 2003), Fußballspieler

### Mit Brühl verbundene Persönlichkeiten
- Gerd Biermann (1914–2006), Kinderarzt, Psychotherapeut und Begründer des Brühler Instituts für Psychohygiene
- Dietrich von Büchel (1505–1552), Diplomat und Sekretär des Kölner Erzbischofs Hermann von Wied auf Schloss Augustusburg
- Frank Decker (* 1964), Politologe, lebt in der Brühler Nordstadt.
- Ekkehard Drefke (1939–2015), Maler und Pädagoge, lebte im Stadtteil Heide.
- Philipp Ernst (1862–1942), Taubstummenlehrer, Maler und Vater von Max Ernst
- Klaus Fehling (* 1969), Schriftsteller, Dramaturg, Regisseur und Musiker, lebt in Brühl.
- Carlos R. Gesualdi (* 1963), Kinderbuchautor, lebt im Stadtteil Heide.
- Friedrich Giesler (1793–1870), Unternehmer und Gründer der Giesler-Brauerei
- Hermann Gruhl (1834–1903), Unternehmer und Gründer des Gruhlwerkes
- Elisabeth Hackstein (* 1949), Biologin, Politikerin (Grüne) und ehemalige Dezernentin in Brühl
- Günter Krüger (1936–2009), Maler, Heimatkundler und zweifacher Museumsinitiator in Brühl
- Helga Kühn-Mengel (* 1947), Politikerin (SPD) und u. a. Mitglied des Deutschen Bundestages, lebt im Stadtteil Kierberg.
- Walter Leder (1947–2012), Jurist und Kämmerer sowie Stadtdirektor in Brühl
- Radu Constantin Miron (* 1956), orthodoxer Erzpriester, Pfarrer in Brühl und Träger des Ehrenrings der Stadt Brühl
- Isaak von Montjoie († 1386), Unternehmer, lebte unweit des Schlosses Augustusburg.
- Jürgen Nimptsch (* 1954), Schauspieler, Politiker (SPD) und ehemaliger Oberbürgermeister von Bonn, ging in Brühl zur Schule.
- Karl-Heinz Nitsche (1928–2012), Architekt, errichtete in Brühl zahlreiche Hochhäuser.
- Dieter Reick (1928–2012), Maler, Grafiker und Filmemacher, lebte in der Brühler Nordstadt.
- Gerhard von Richthofen, Drehbuchautor, Fernsehproduzent und Dokumentarfilmer, lebt in der Brühler Nordstadt.
- Hans J. Rothkamp, Heimatforscher, Journalist und Autor, lebt im Stadtteil Pingsdorf.
- Paul Schneider (1931–2018), Maler und Werber, lebte im Stadtteil Vochem.
- Jenny Schon (* 1942), Schriftstellerin und Sinologin, wuchs in Brühl auf.
- Wolfgang Streeck (* 1946), Soziologe, lebt in der Brühler Oststadt.
- Marie-Luise Sobczak (* 1949), Architektin, Heimatkundlerin und Stadtführerin in Brühl, lebt in der Brühler Nordstadt.
- Marco Takis, Moderator und Zauberkünstler, lebt im Stadtteil Vochem.
- Elisabeth Treskow (1898–1992), Goldschmiedin und u. a. Schöpferin der Deutschen Meisterschale, lebte in der Brühler Nordstadt.
- Günter Verheugen (* 1944), Politiker (FDP, SPD) und u. a. Vizepräsident der Europäischen Kommission, Sohn von Leo Verheugen, wuchs in Brühl auf.
- Alfred Voigt, Schriftsteller (Pseudonym: Alfred H. Vogt), lebte in Brühl.[58]
- Eva J. Wieczorek (* 1951), Malerin, betreibt in Brühl ein Atelier.